# Aal Kirke

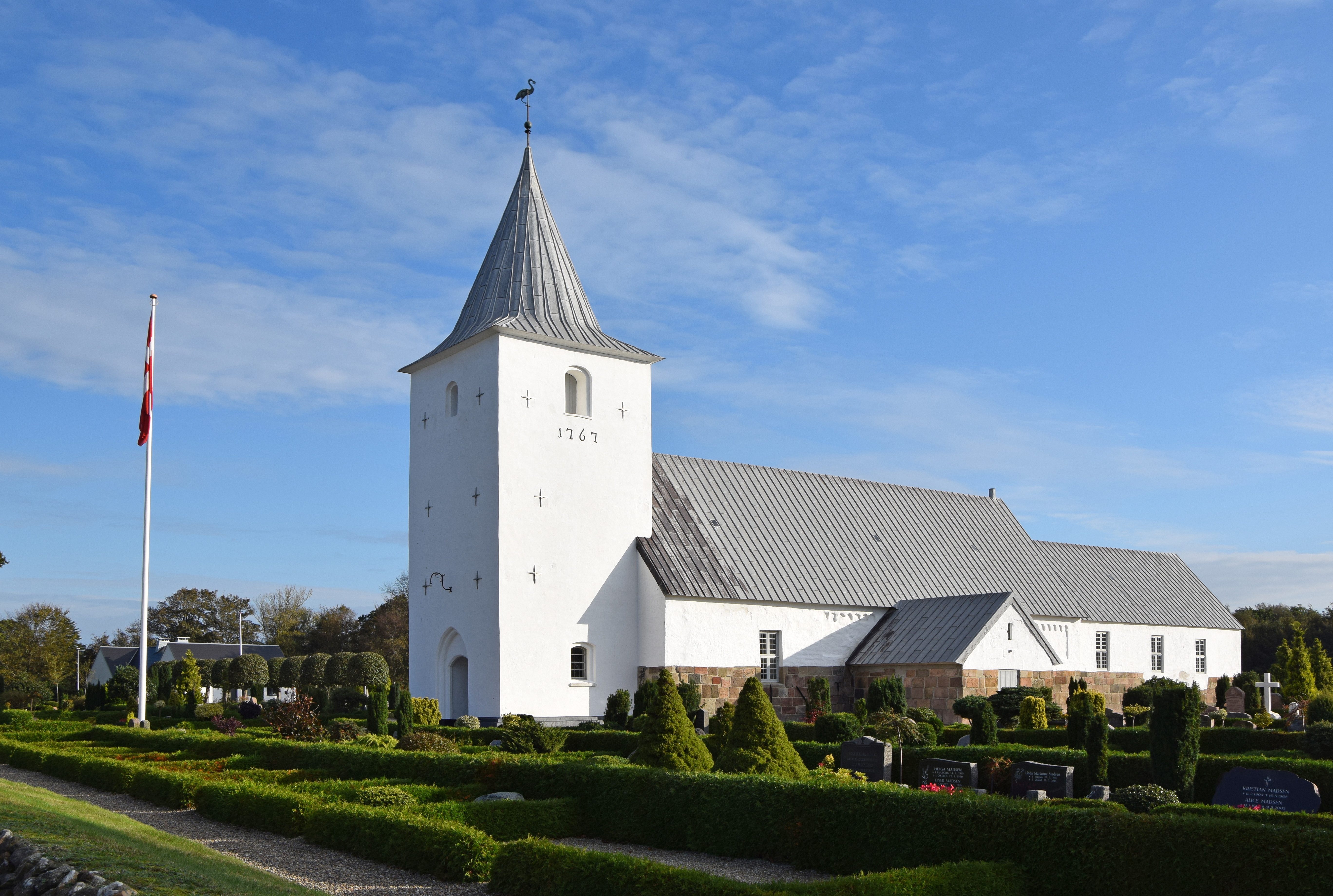
Aal Kirke

Aal Kirke (bis 2010 Ål Kirke) ist eine Kirche der dänischen Volkskirche im Bistum Ribe in Oksbøl im Kirchspiel Aal Sogn.

## Gebäude und Geschichte
Die Kirche wurde in mehreren Bauabschnitten errichtet, wobei das Kirchenschiff der älteste Teil ist. Durch archäologische Untersuchungen wurde dieser Abschnitt auf das Ende des 10. Jahrhunderts datiert. Später wurde die Kirche dreimal erweitert. Dabei entstand der Chor im Osten, eine Sakristei an der Nordseite und um das Jahr 1200 eine Kirchenvorhalle im Süden. Über letztere gelangten früher die männlichen Kirchenbesucher in das Gebäude, während der heute zugemauerte Fraueneingang im Norden lag. Auch vor diesem lag früher eine Vorhalle.
Der untere Teil der Kirchenmauern besteht aus Granitquadern, während der obere Teil aus Tuffsteinen aufgemauert wurde. Diese Steine stammen aus dem Gebiet um Andernach und kamen per Schiff nach Dänemark. Im 14. Jahrhundert wurde das Kirchenschiff nach Westen erweitert und die Kirche erhielt einen Turm, etwa ein Drittel höher als heute und mit einem flachen Dach. Da der Turm Schäden durch Setzung des Bodens und Frost erlitt, wurde er 1767 verkleinert. Die Turmspitze ist von einem Reiher gekrönt, welcher über die Dörfer der Kirchgemeinde wachen soll. 1908 wurde der heutige Haupteingang im Turm erbaut.
An den Außenwänden der Kirche gibt es einige Besonderheiten. In den Granitquadern an der Vorhalle im Süden sind drei sehr alte Kreuze eingemeißelt, das erste auf der Seite mit der Tür, die anderen beiden in den Steinen der Ostseite. Eine auf dem Kopf stehende Runeninschrift an der Südseite des Chores bedeutet „Blomae“, ein Männername, möglicherweise vom Steinmetz.

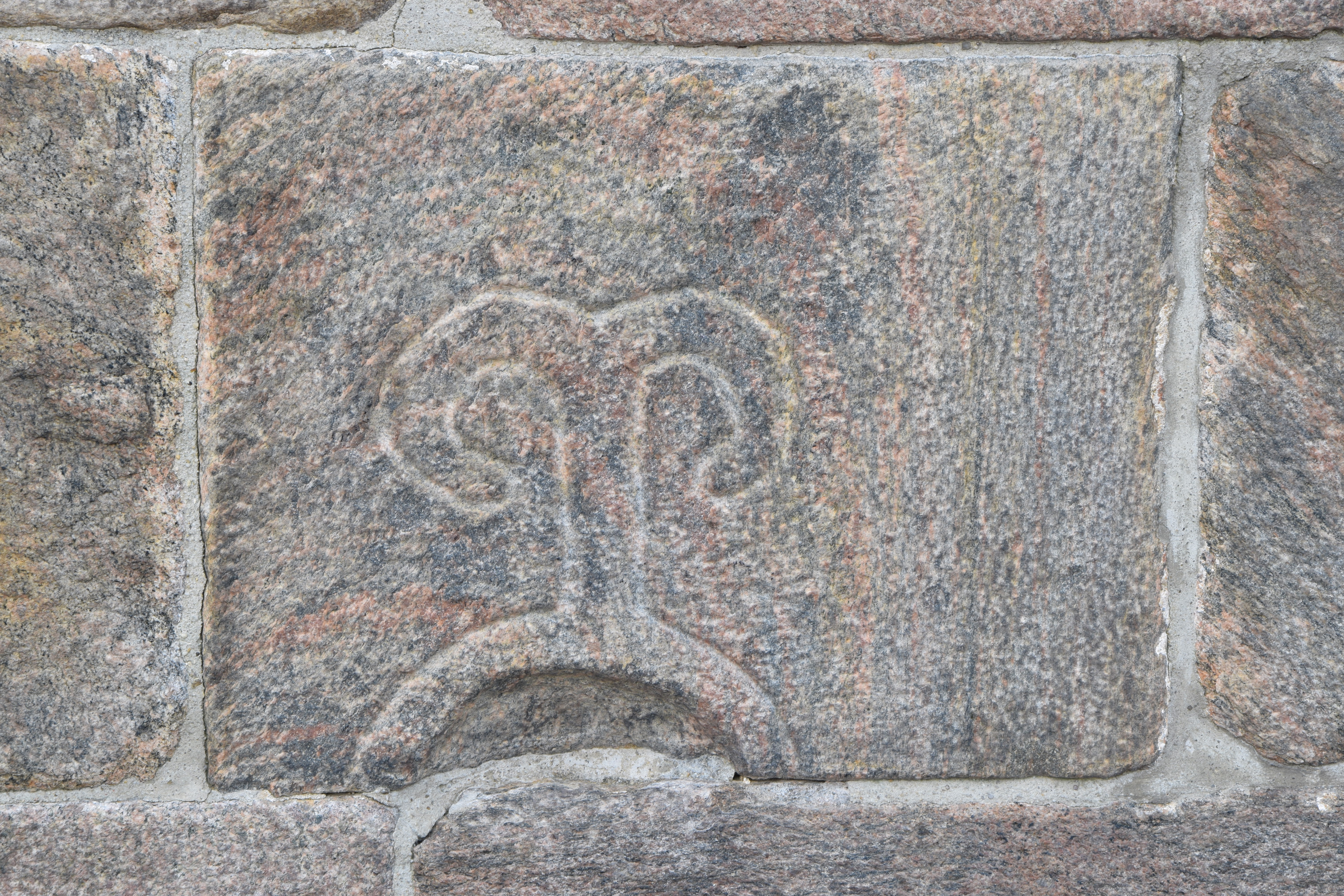
Romanischer Bildquader
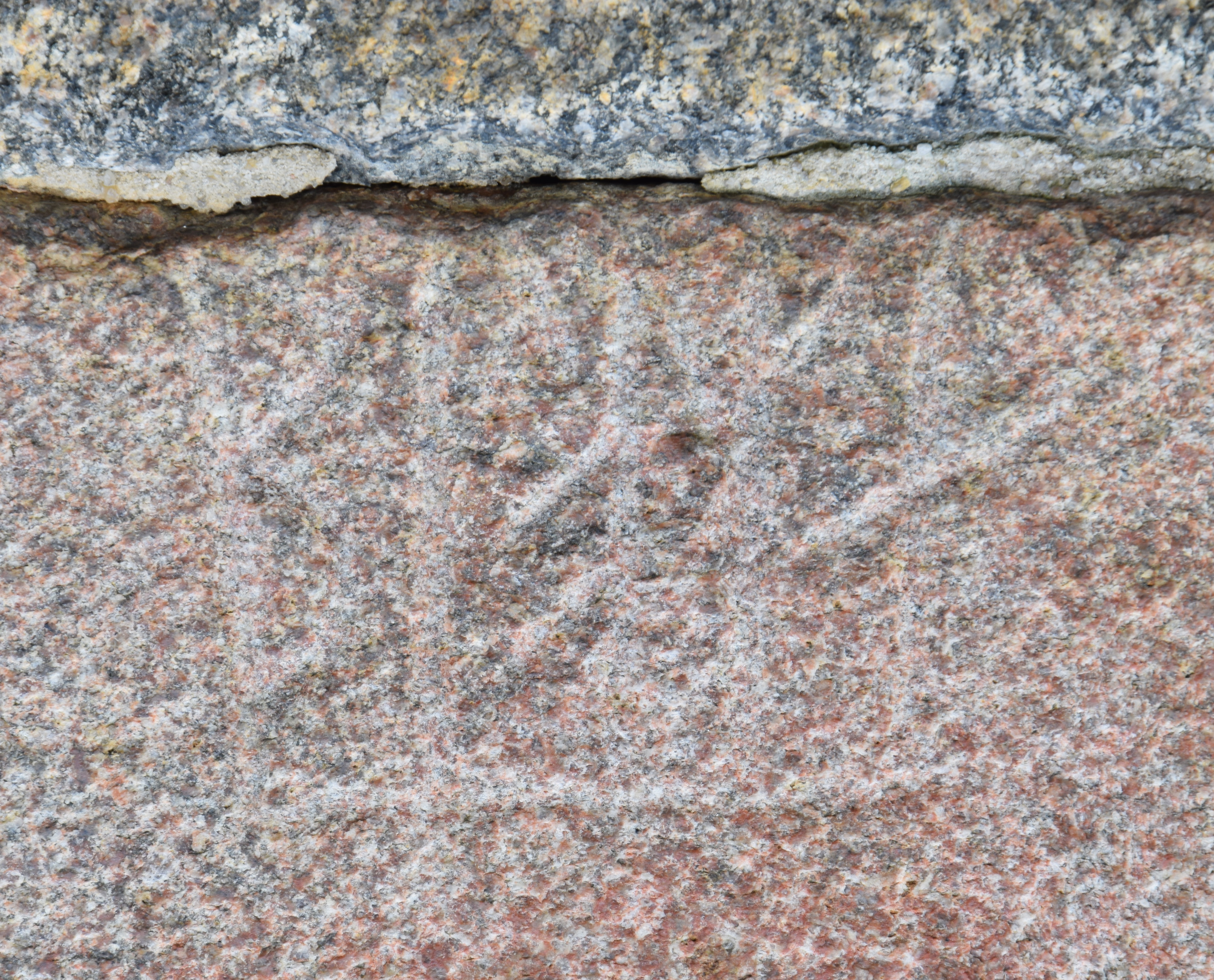
Runen „Blom’ae“, gedreht um 180°
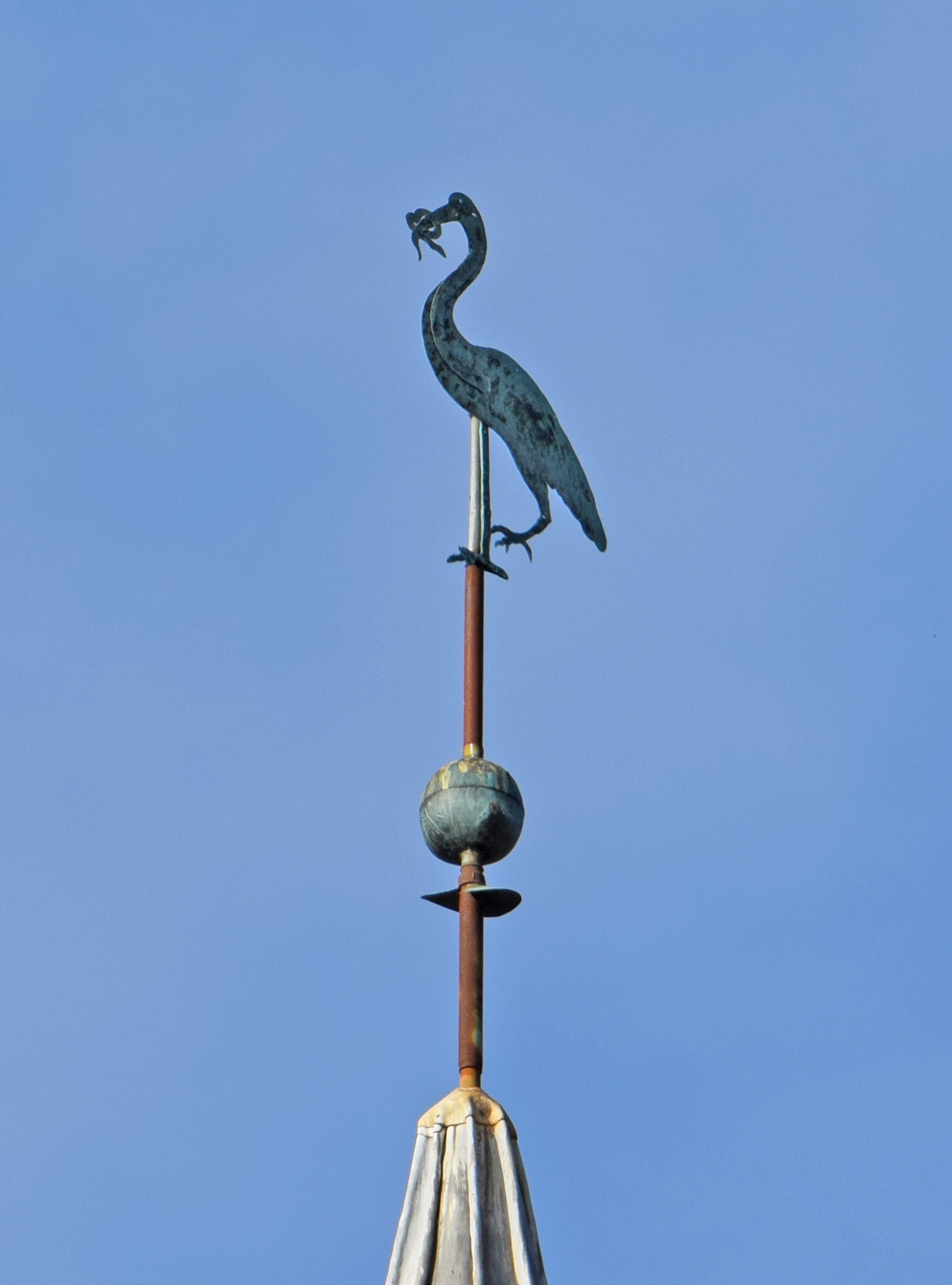
Turmspitze mit Reiher

Das Dach ist mit Blei gedeckt, eine verzierte Bleiplatte auf der Vorhalle weist mit der Inschrift „K B 1978“ auf Arbeiten in diesem Jahr hin.

### Chor

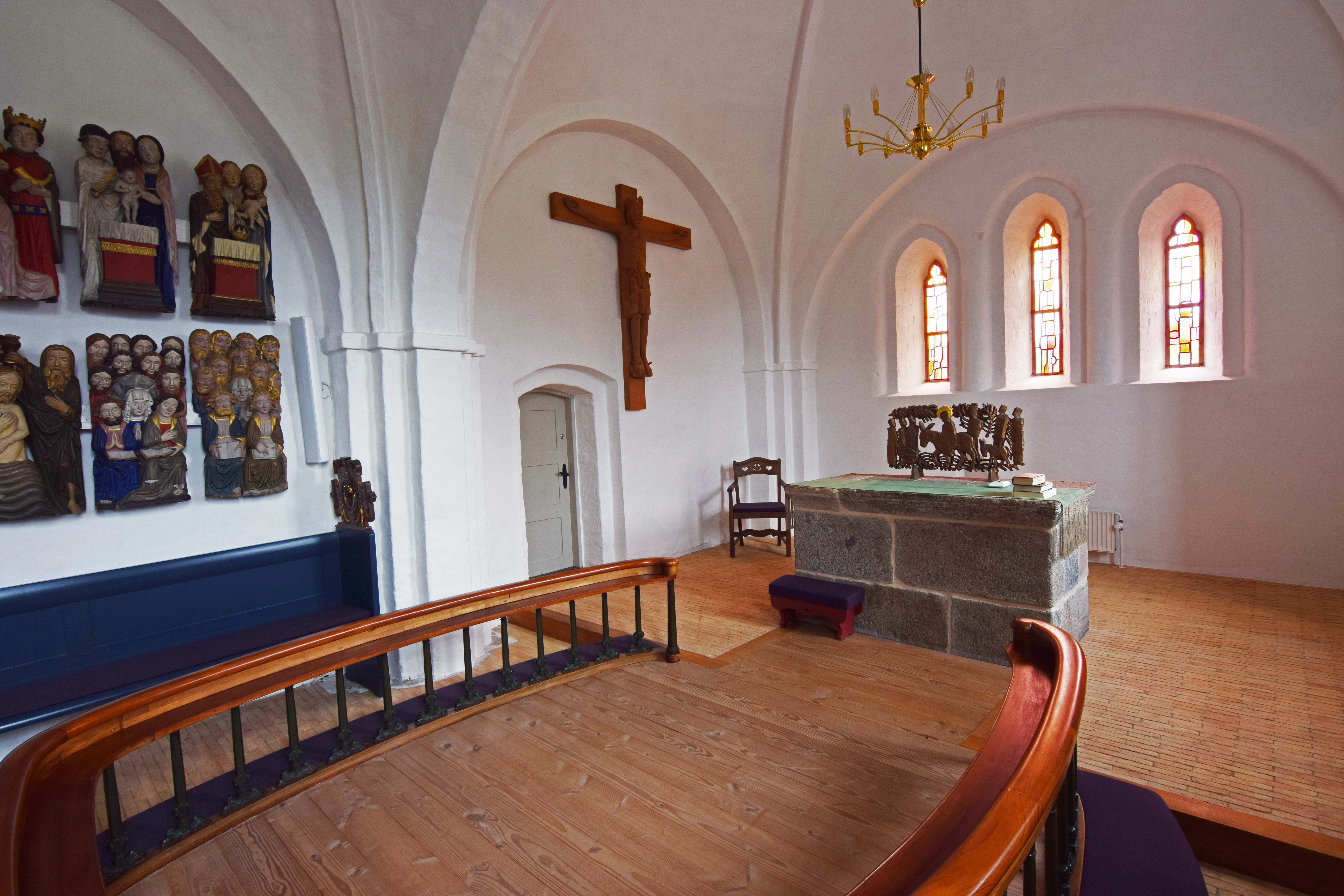
Chor der Kirche

#### Altar

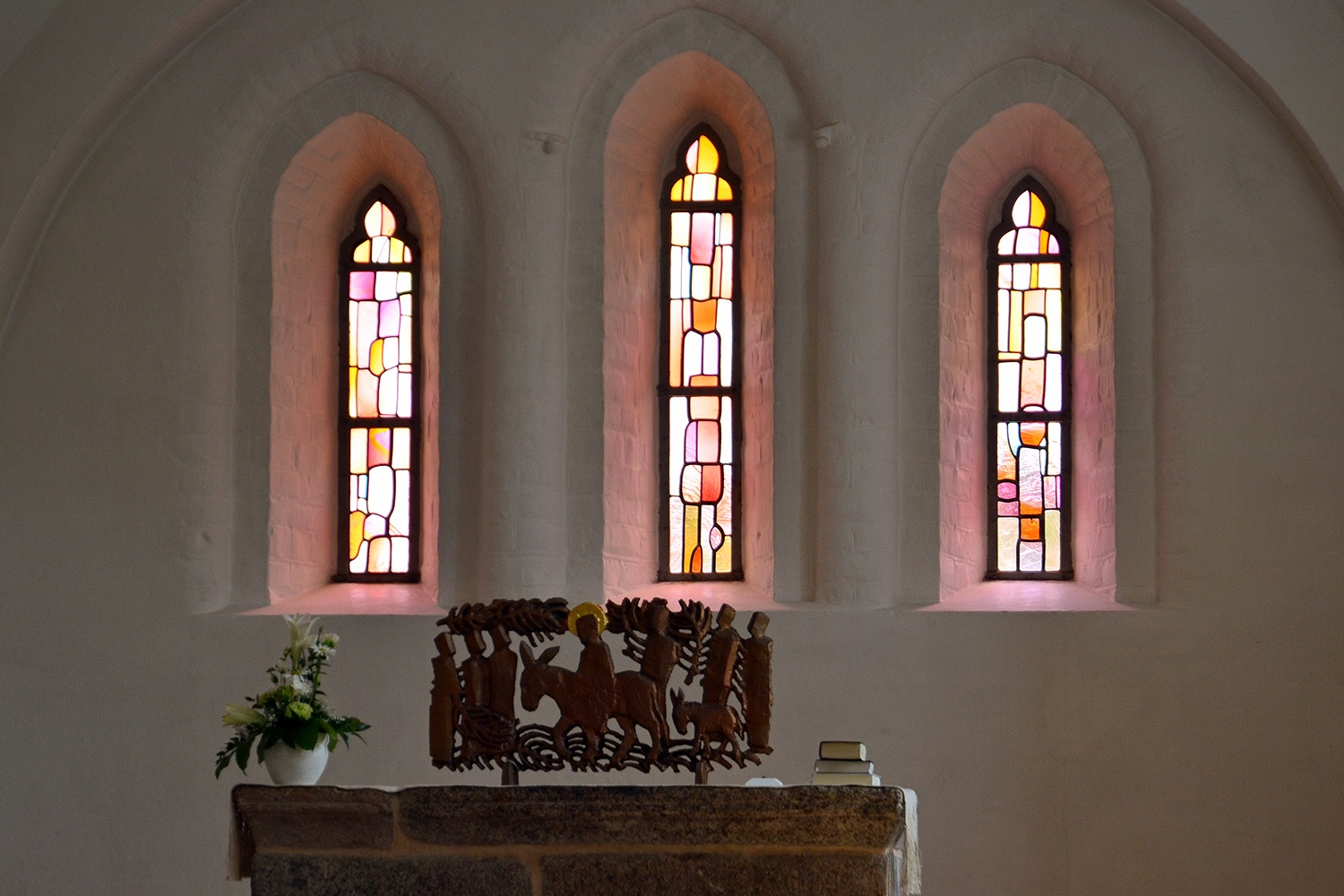
Altar mit Fenster

Der Altar besteht aus Granit und war früher mit bemalten Holztäfelungen versehen. Auf dem Altar stand früher ein um 1450 entstandener dreiflügeliger Schrankaltaraufsatz. Er wurde wegen seines schlechten Erhaltungszustandes 1886 demontiert und befindet sich heute im dänischen Nationalmuseum. Der Altarschmuck aus dem Jahr 2000 stammt von Erik Heide, einem aus Øster Jølby stammenden Bildhauer. Er zeigt den Einzug Jesu am Palmsonntag in Jerusalem.

#### Fenster hinter dem Altar
Die Ostwand des Chores hat drei Fenster. Das 1971 zu Ostern geweihte farbige Glasmosaik mit dem Titel „Ein Hymnus auf Ostern“ stammt von dem Maler Urup Jensen. Das dafür benutzte Glas wurde ursprünglich für Marc Chagall gefertigt, der 1962 die Fenster für die Synagoge der Jerusalemer Hadassah–Universitätsklinik schuf. Jensen nutzte von Chagall nicht benötigte Reste dieses Glases.

#### Holzreliefs

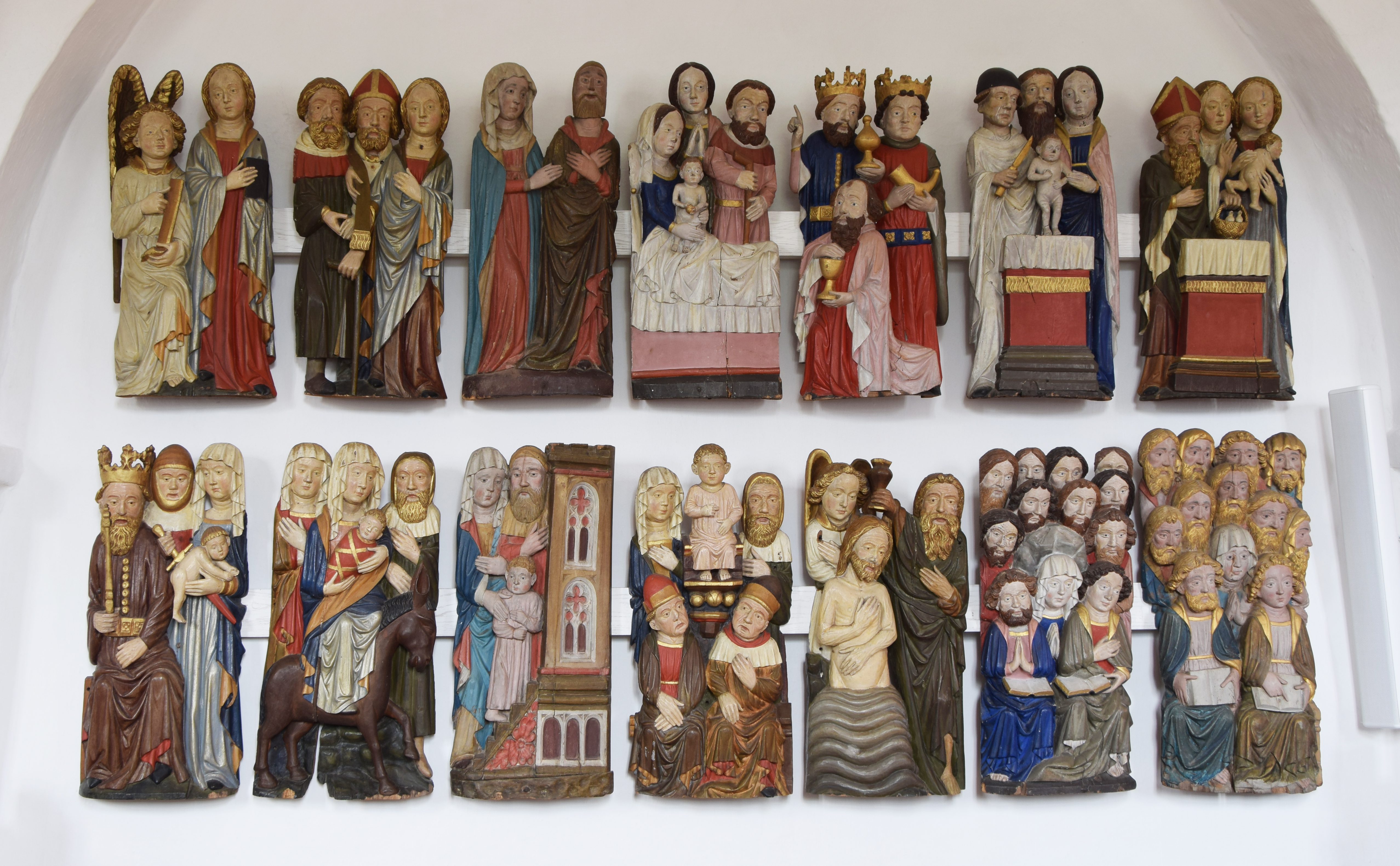
Gesamtansicht

Im mittleren Chortrakt hängen an der Nordwand 14 um das Jahr 1450 gefertigte Holzreliefs. Sie wurden von dem Lüneburger Hans Snitger dem Älteren geschnitzt und waren ursprünglich am Schrankaltaraufsatz angebracht.
Der Zyklus folgt dem traditionellen Bildprogramm des Marienlebens. In der Figurengruppe Mariä Heimsuchung ist ein Kopf verloren gegangen und wurde später von einem Schnitzer in einem deutlich abweichenden Stil ergänzt; dabei erhielt Elisabet ein Männergesicht mit Bart.

##### Obere Reihe

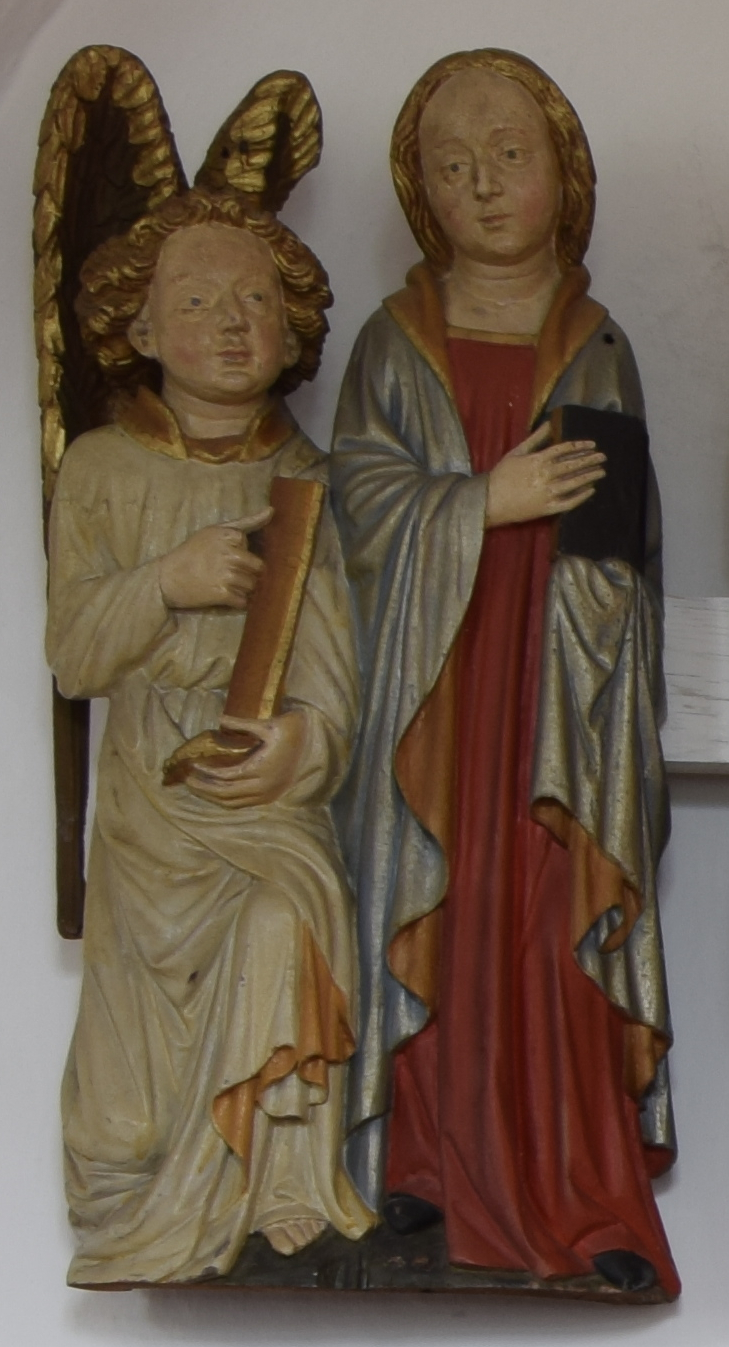
Mariä Verkündigung
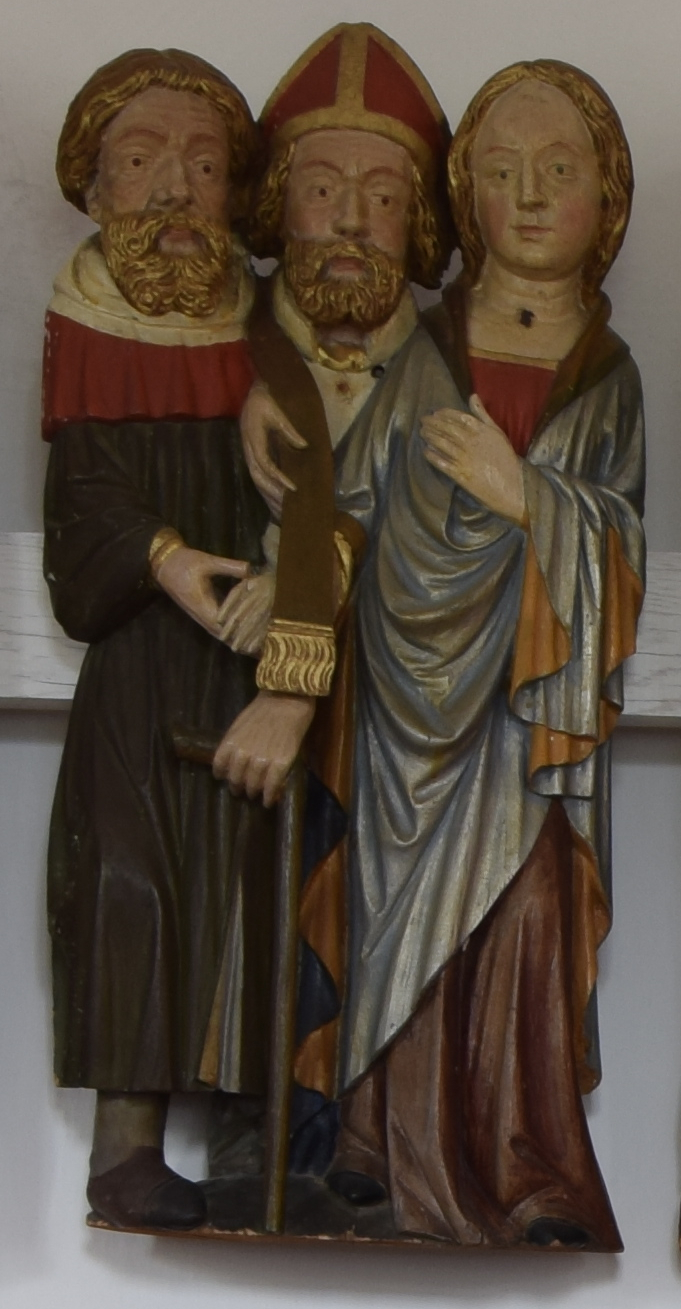
Verlobung Marias
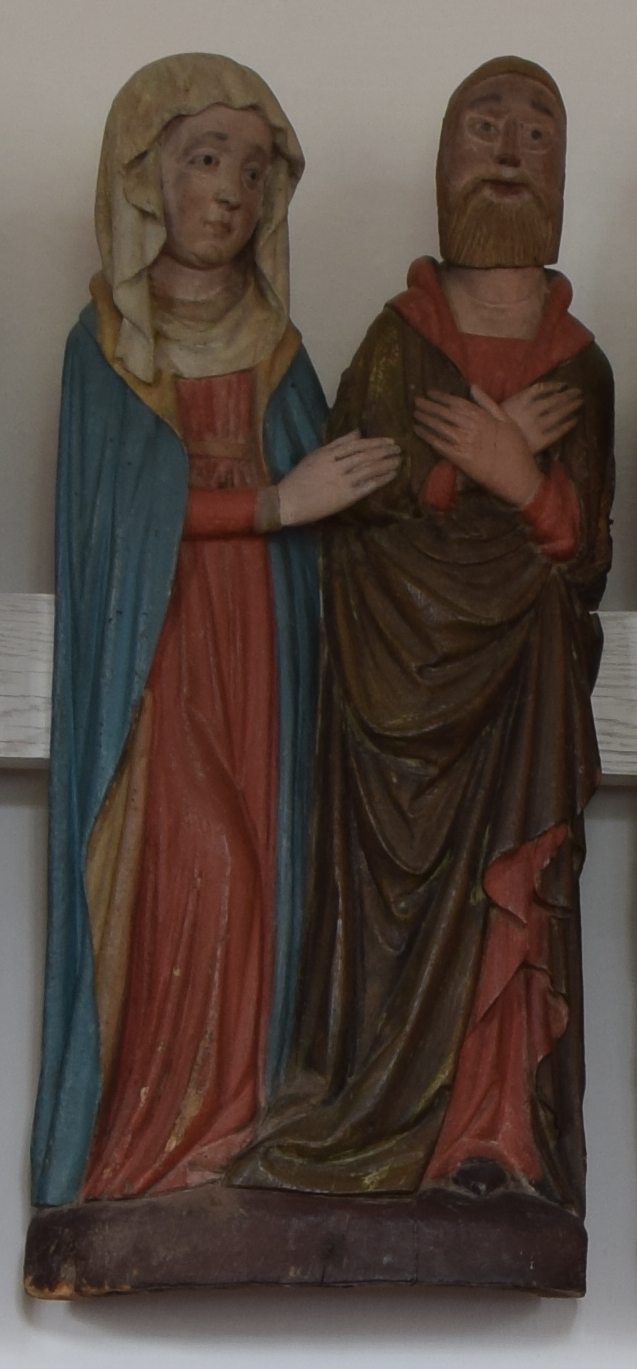
Mariä Heimsuchung (mit erneuertem Kopf)
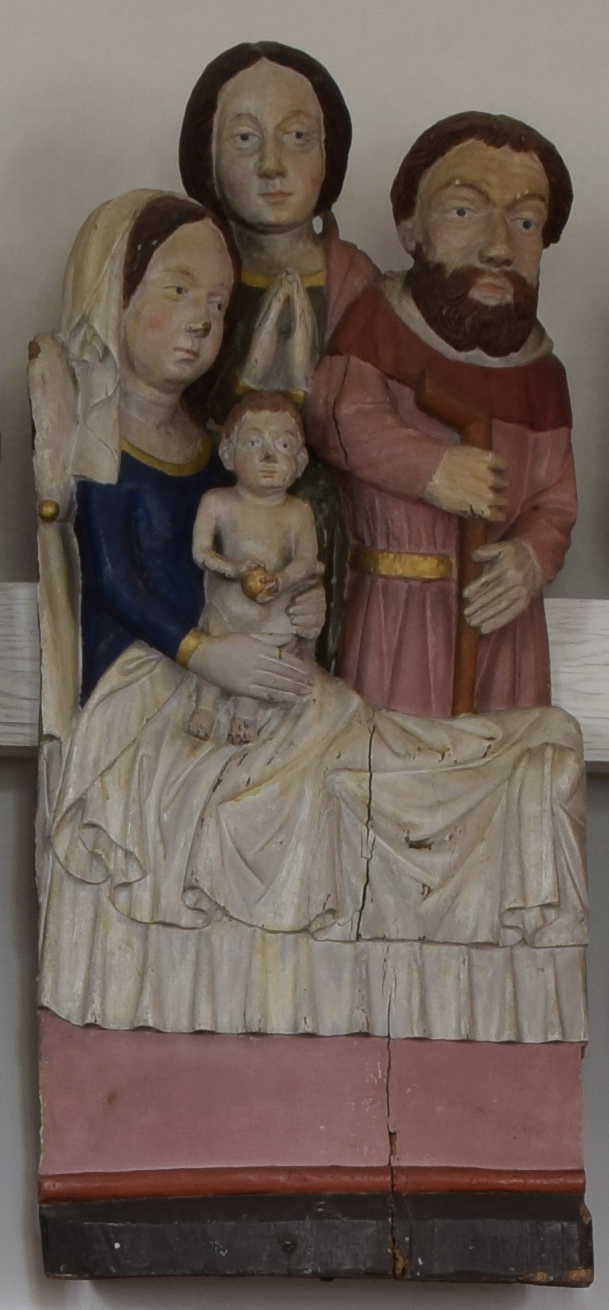
Maria im Wochenbett
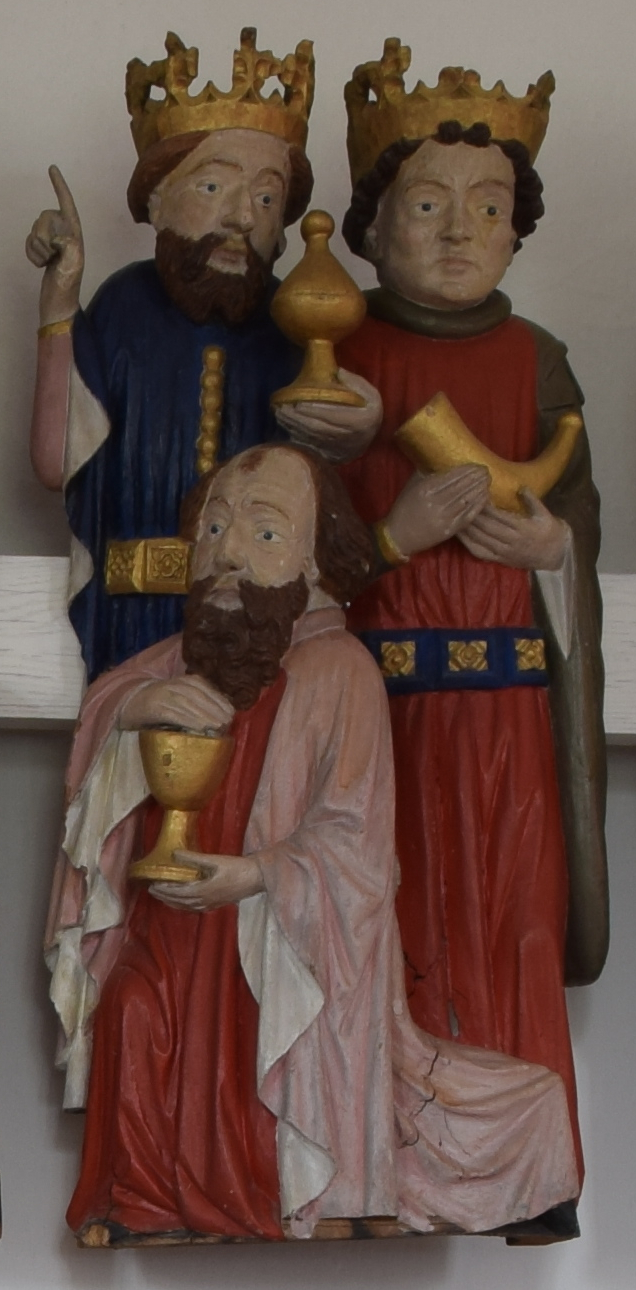
Heilige Drei Könige
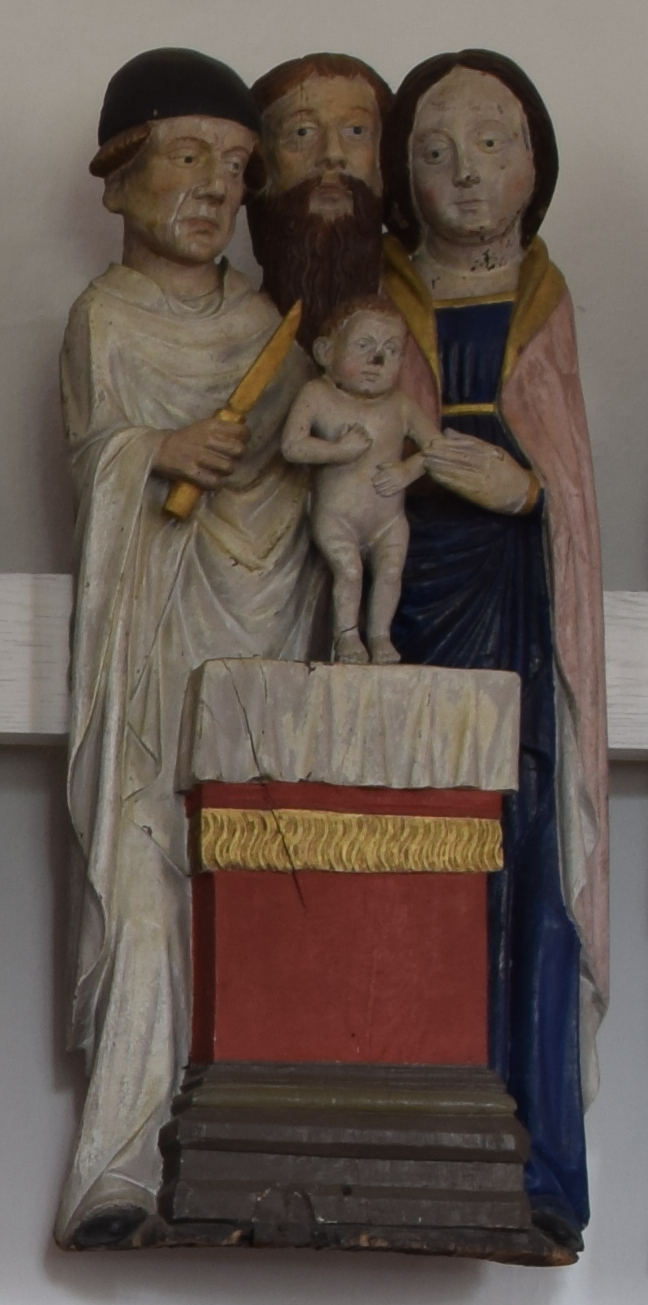
Beschneidung Jesu
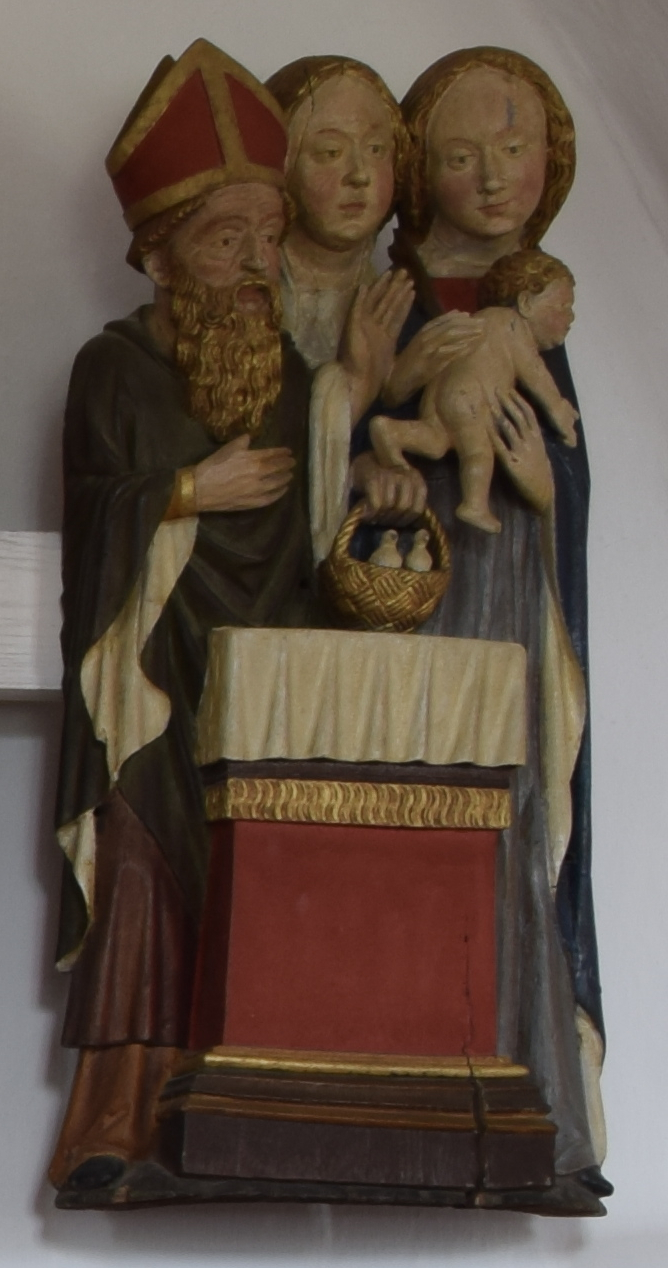
Darstellung Jesu im Tempel

##### Untere Reihe

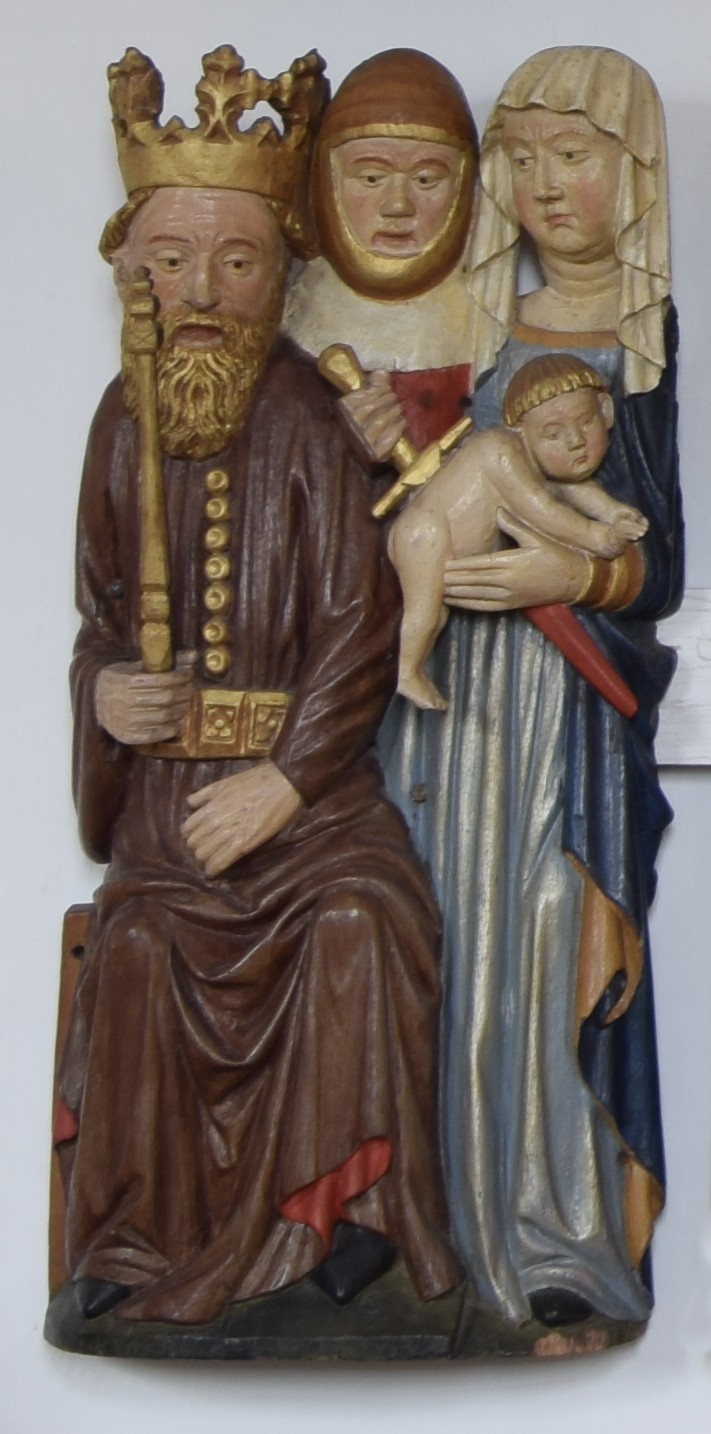
Kindermord in Bethlehem
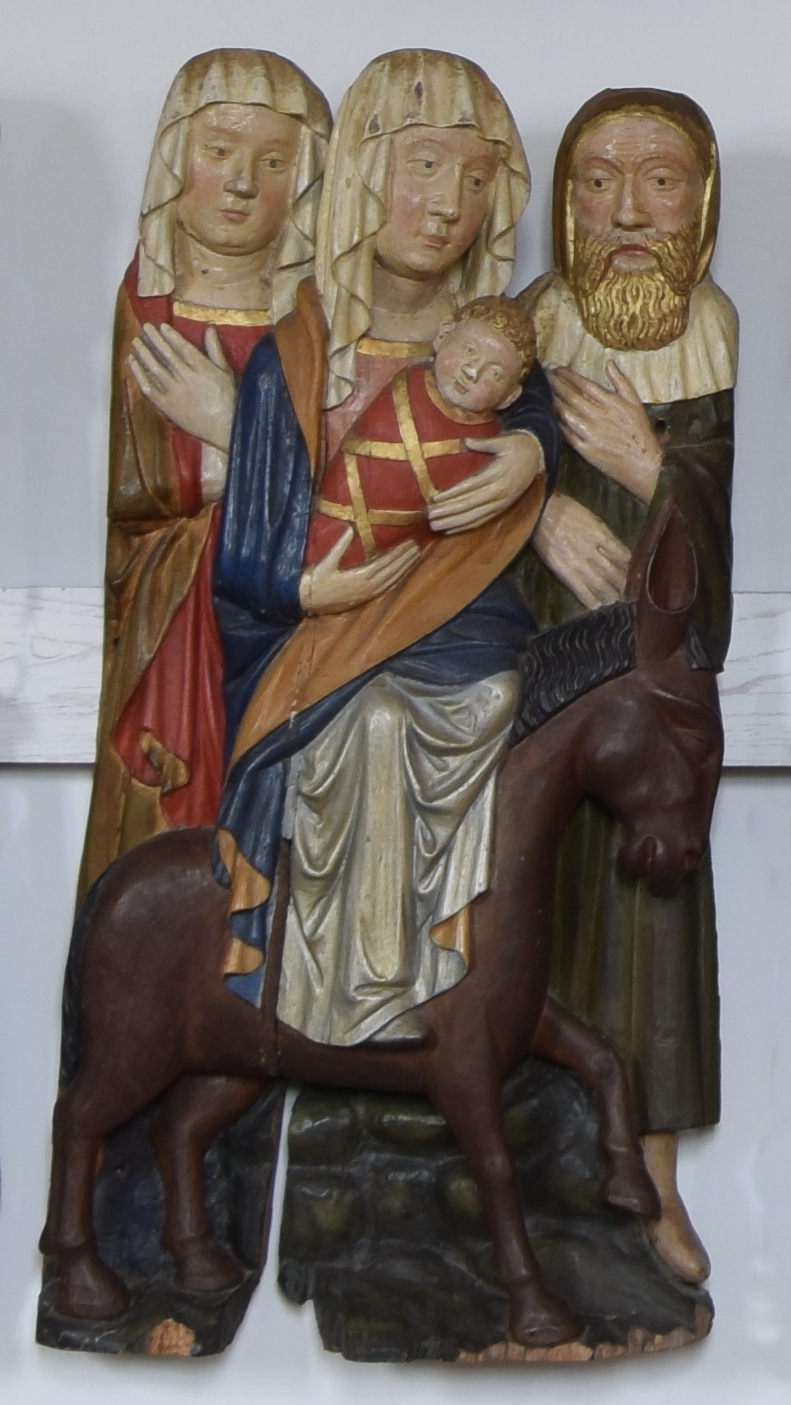
Flucht nach Ägypten
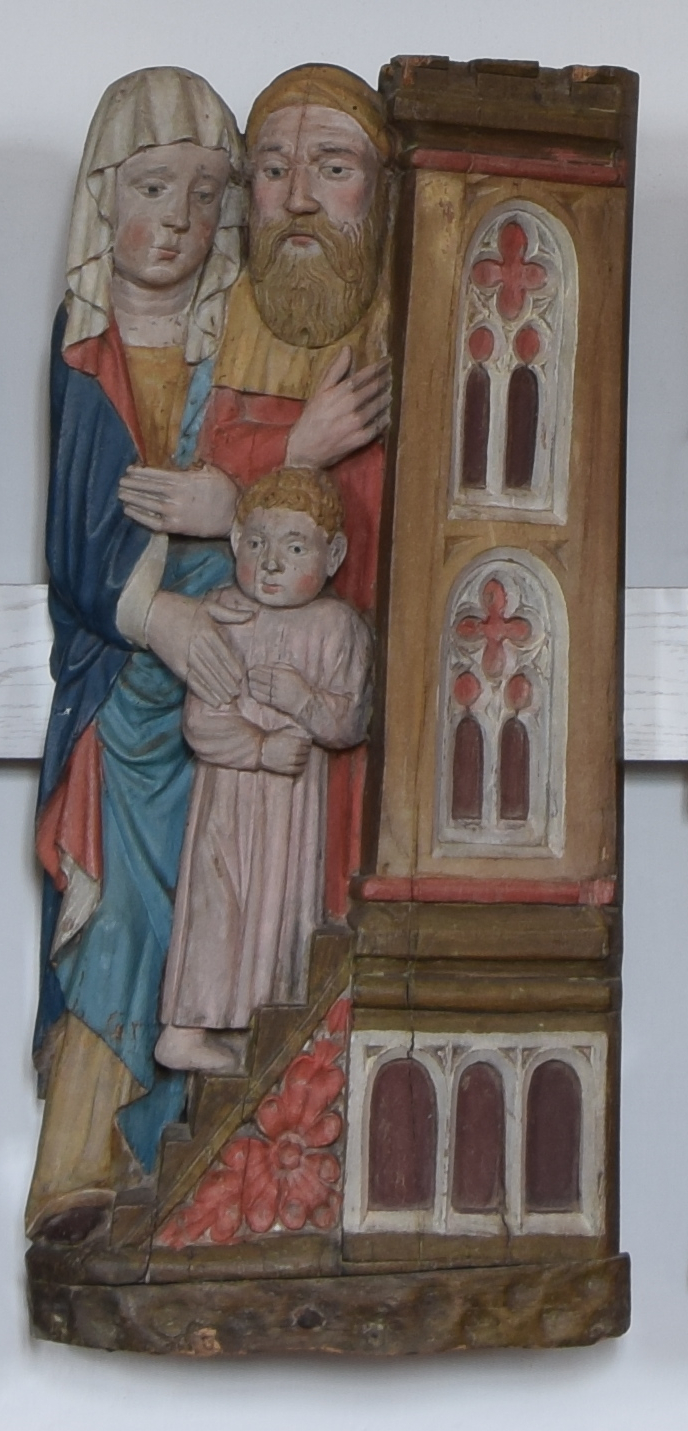
Der zwölfjährige Jesus mit Maria und Josef auf dem Weg zum Tempel
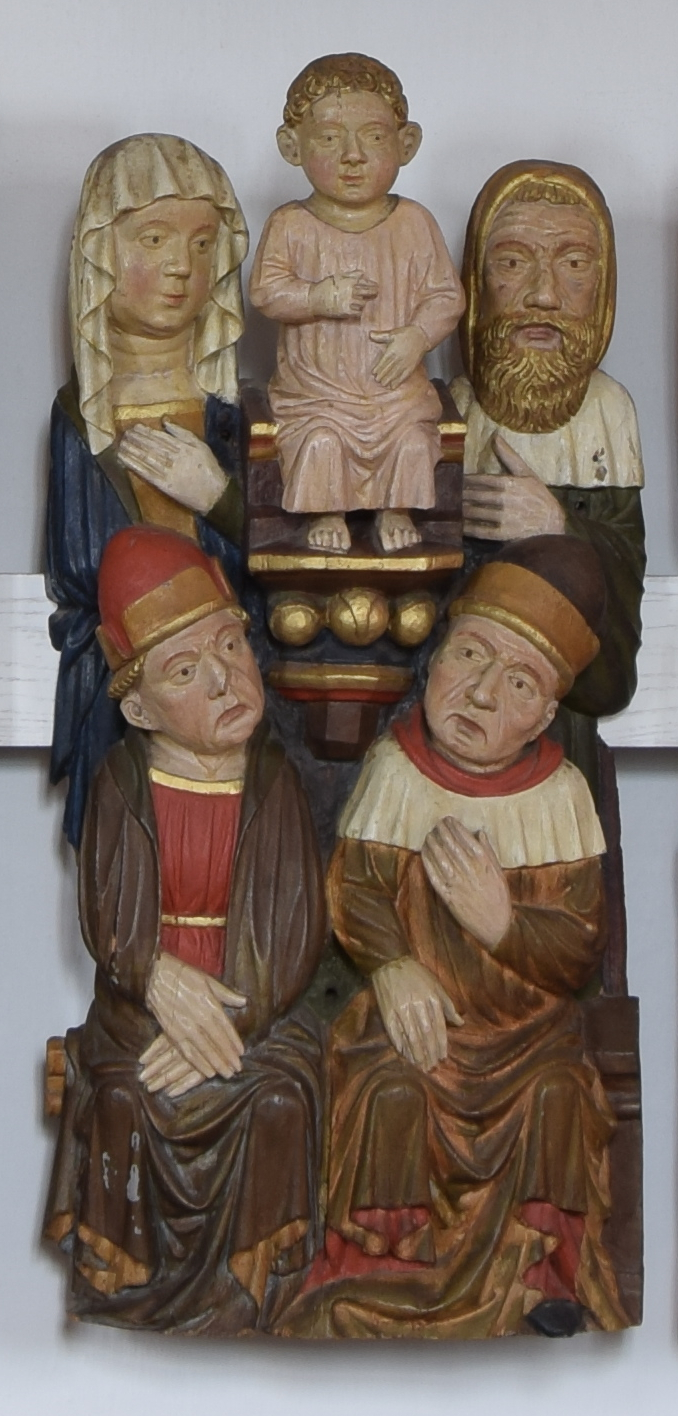
Der zwölfjährige Jesus lehrt im Tempel
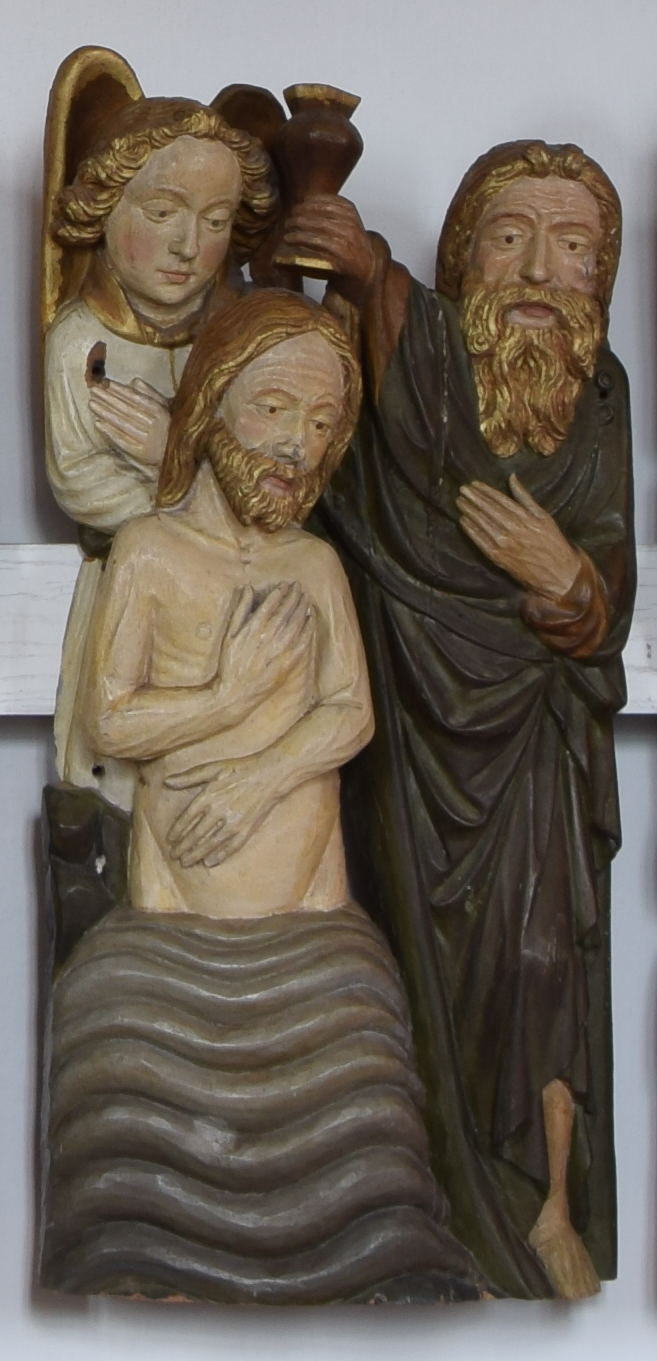
Taufe Jesu
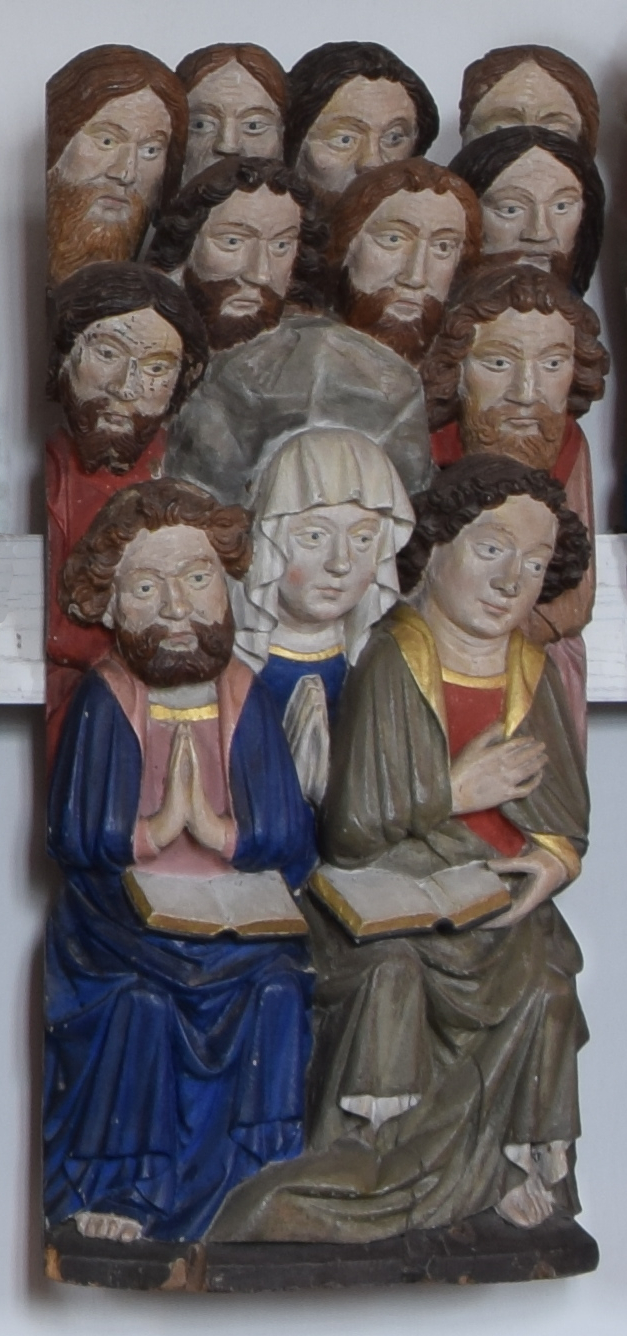
Christi Himmelfahrt
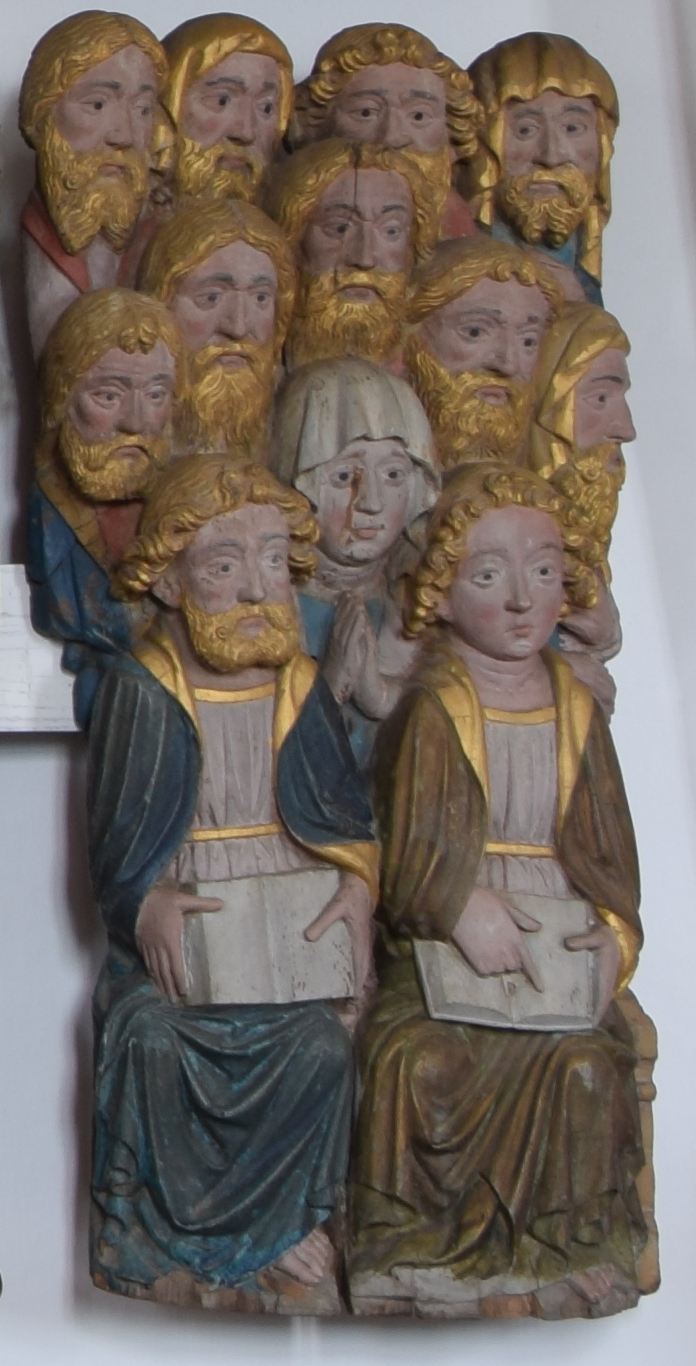
Gebet der Apostel mit Maria um den Heiligen Geist

#### Kruzifix
Das Kruzifix an der Nordwand des Chores schuf der Künstler Skjold–Lund. Vorbild war ein früher in der Kirche aufgestelltes Triumphkreuz. Dieses ältere Kreuz entstand zwischen 1200 und 1225. Erhalten ist davon nur die Christusfigur, die sich heute im dänischen Nationalmuseum befindet. Das alte Kreuz hatte quadratische Endplatten mit den Symbolen der Evangelisten.

#### Taufbecken
In der Mitte des Chores steht ein schlichtes, tonnenförmiges Taufbecken aus Granit. Aufgrund von Farbpigmenten an der Außenseite wird davon ausgegangen, dass es früher bemalt war. Es ist eines der ältesten Taufbecken in diesem Teil Dänemarks. 

#### Wappenschilde auf dem Chorgewölbe
Auf dem Gewölbe im Chor sind vier Wappenschilde aufgemalt. Dabei handelt es sich um die Ahnen der Herren von Hesselmed. Das Wappen ganz links gehört der Familie Juel. Die Jahreszahl 1558 weist auf die Bestattung der sterblichen Überreste des im Jahr 1553 verstorbenen Jens Juel hin. Das Wappen ganz rechts gehört zur Familie Rosenkrantz.

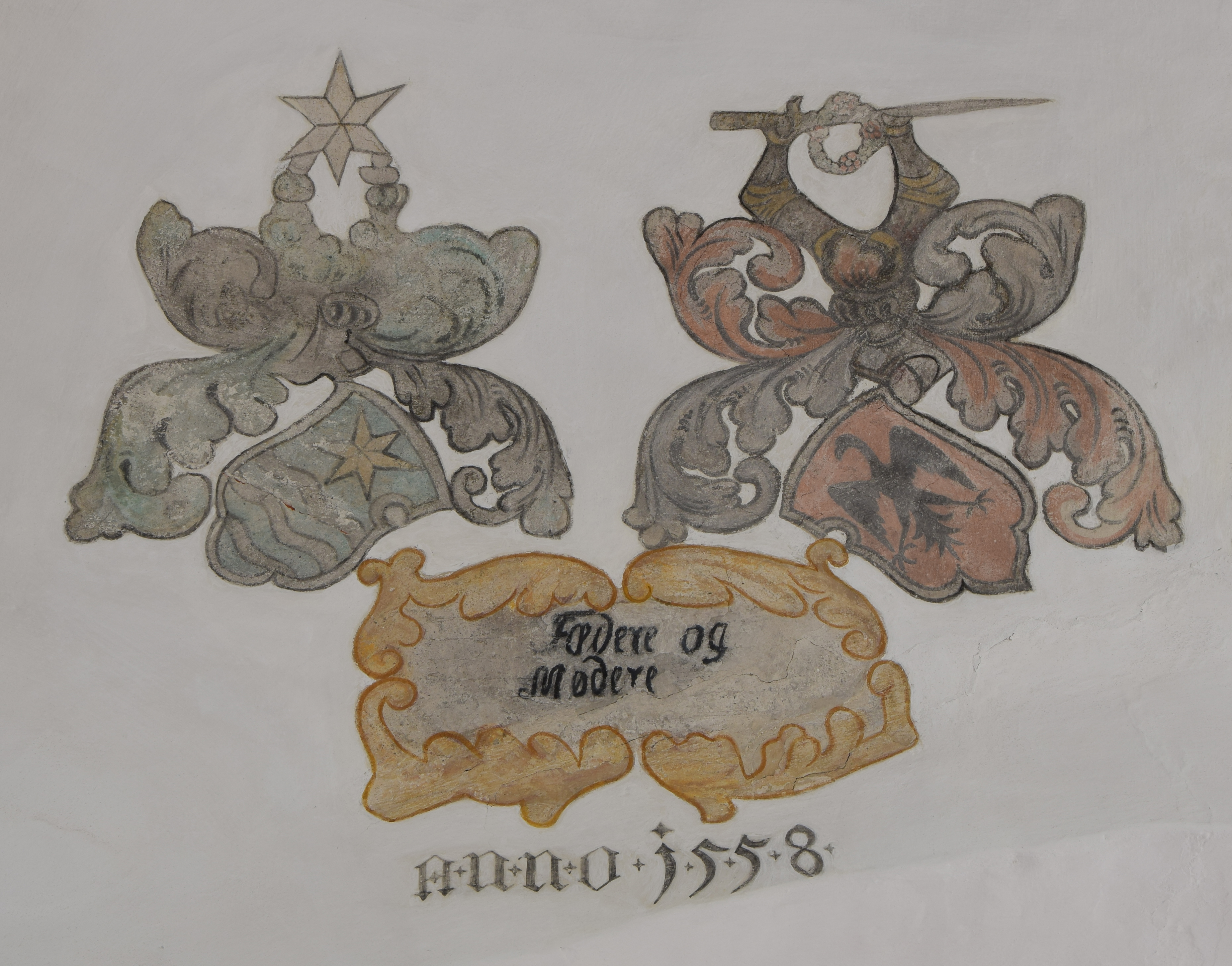
Links das Wappen der Familie Juel
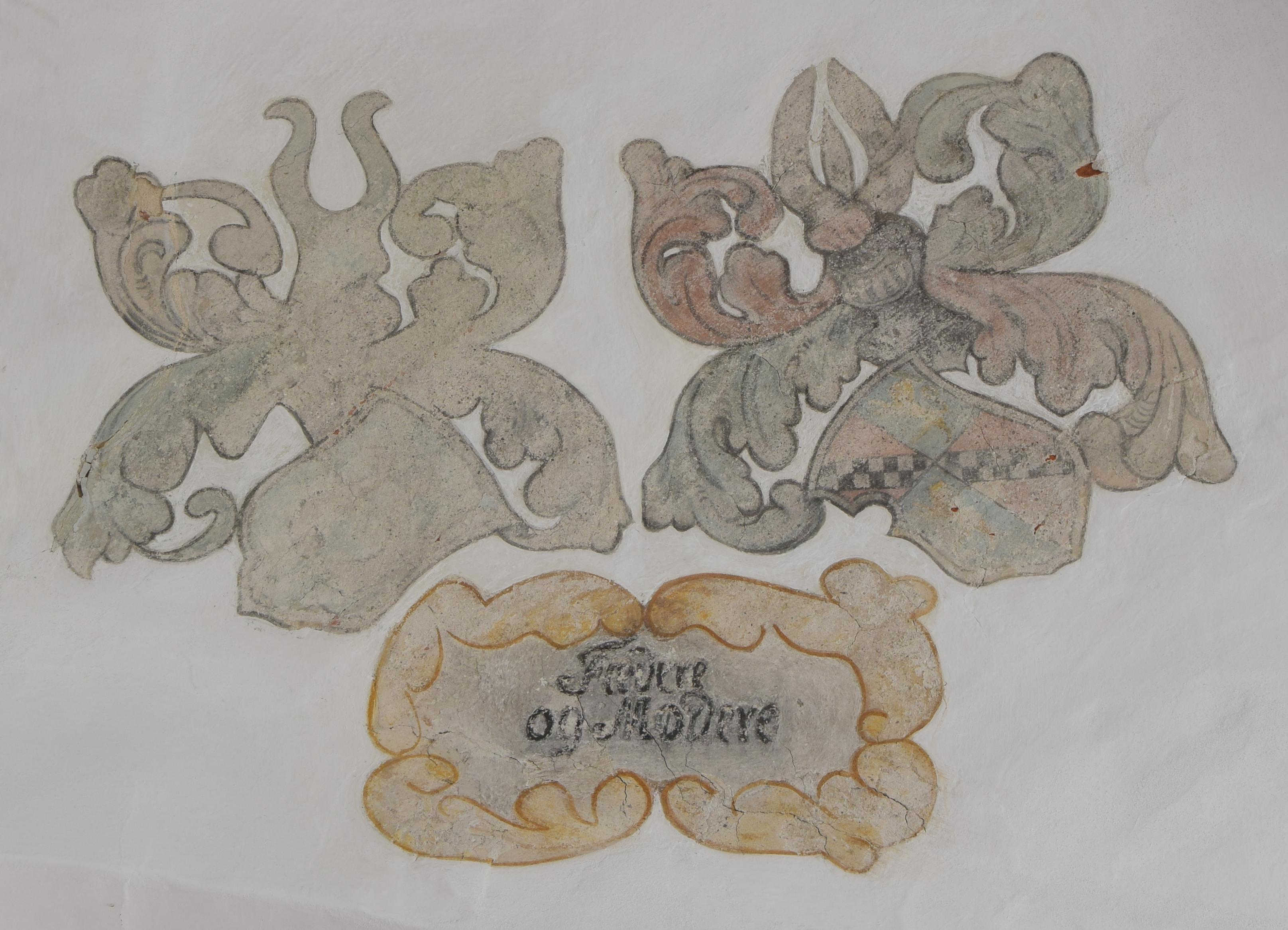
Rechts  das Wappen der Familie Rosenkrantz

### Hauptschiff

#### Fresken
Die etwa 1200–1225 entstandenen romanischen Fresken im Kirchenschiff unterscheiden sich thematisch sehr stark. Im oberen Bereich der Nord- und Südseite sind Szenen aus dem Leben des Nikolaus von Myra dargestellt; unterhalb der roten Borte sind es Reiterkämpfe.

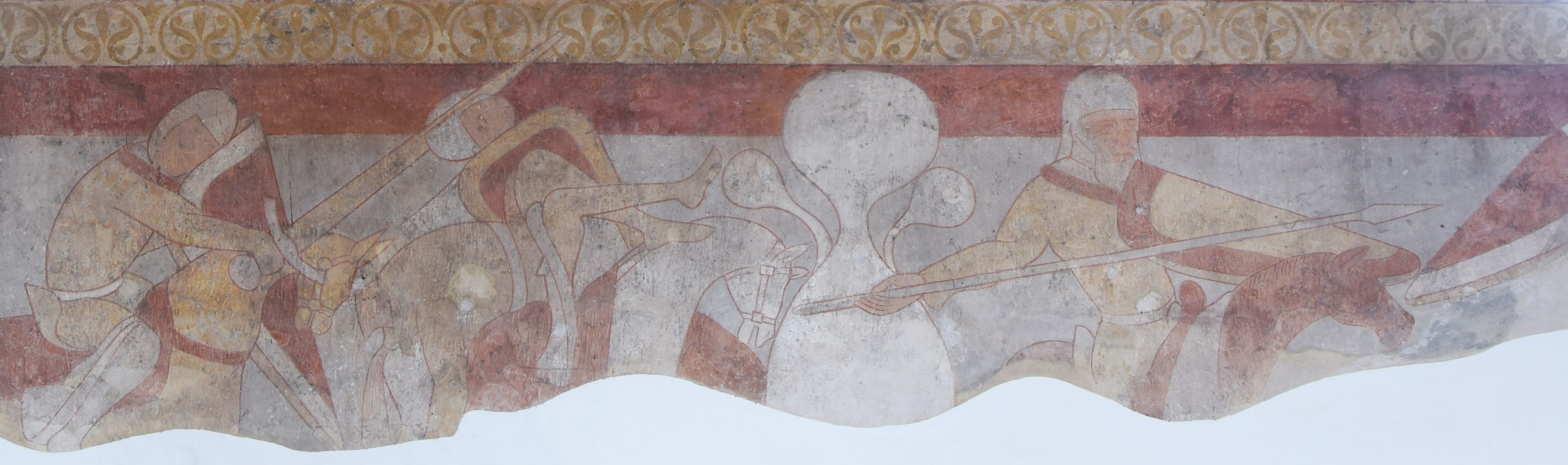
Reiterkampfszene

##### Nordwand
Eine Szene ganz links zeigt, wie Nikolaus tauft. Rechts davon folgt eine Darstellung der Legende von den drei Scholaren, die von einem Herbergswirt ermordet wurden. Im Tympanonfeld über der früheren Tür zur Frauenvorhalle sieht man einen Löwen. Weiter rechts ist es Nikolaus, der die Scholaren wieder zum Leben erweckt. Im nächsten Bild sieht man Nikolaus einem bettlägerigen Mann einen Geldbeutel geben. Es ist Nikolaus’ Mitgiftspende, die es ermöglicht, dass der alte Mann seine drei Töchter verheiraten kann und nicht zu Prostituierten machen muss. Das letzte Bild zeigt König David mit Psalter und einem Saiteninstrument.
Auf der unteren Seite der Wand sind links mit Schwert und Schild bewaffnete Soldaten zu sehen. Rechts davon ist ein Posten mit einer Fahne bei einem Turm abgebildet. Im weiteren Verlauf ist ein König mit einem Soldaten in einem Haus dargestellt und noch weiter rechts eine Schlacht von berittenen Soldaten.

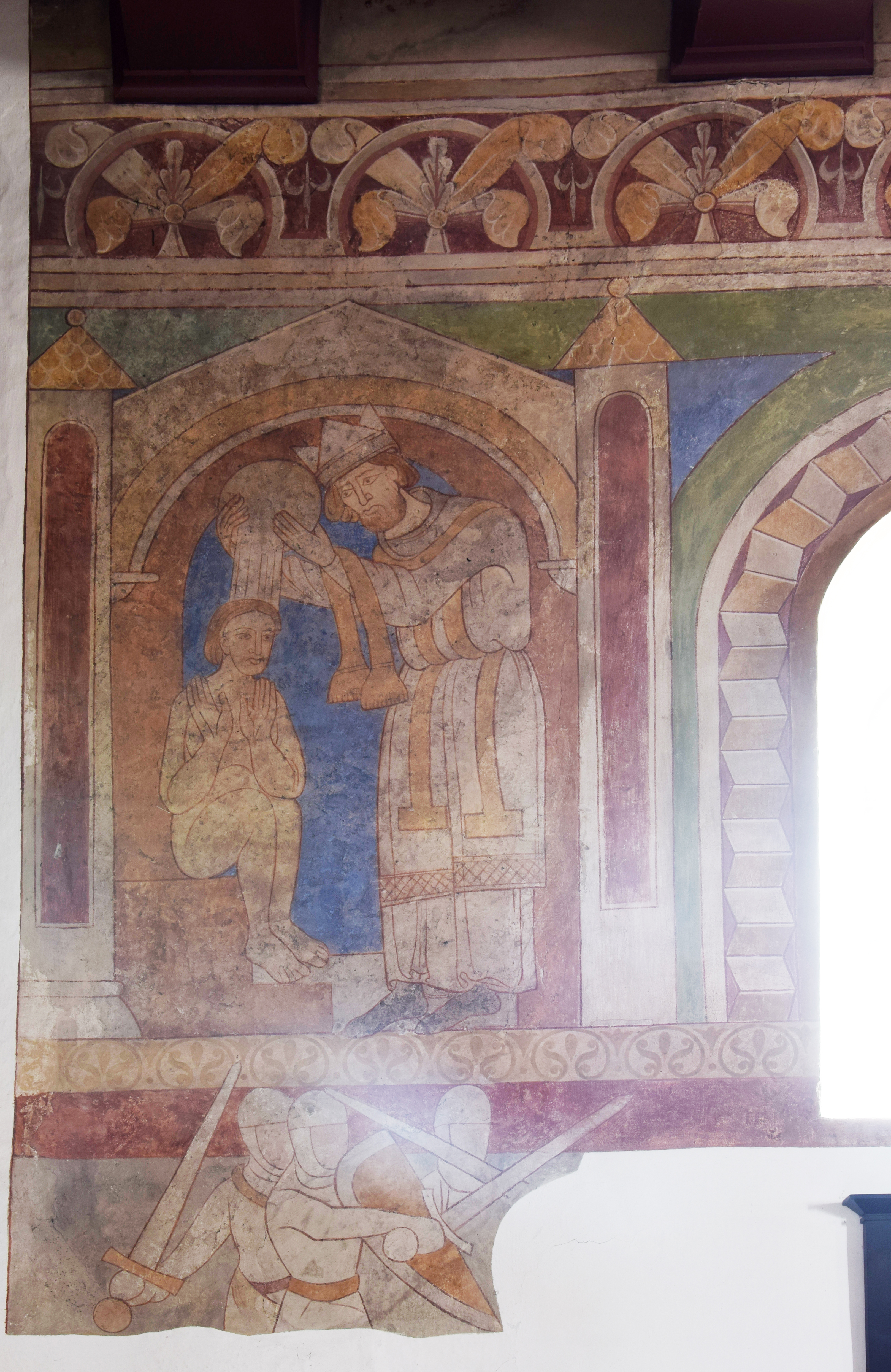
Nikolaus tauft einen Mann
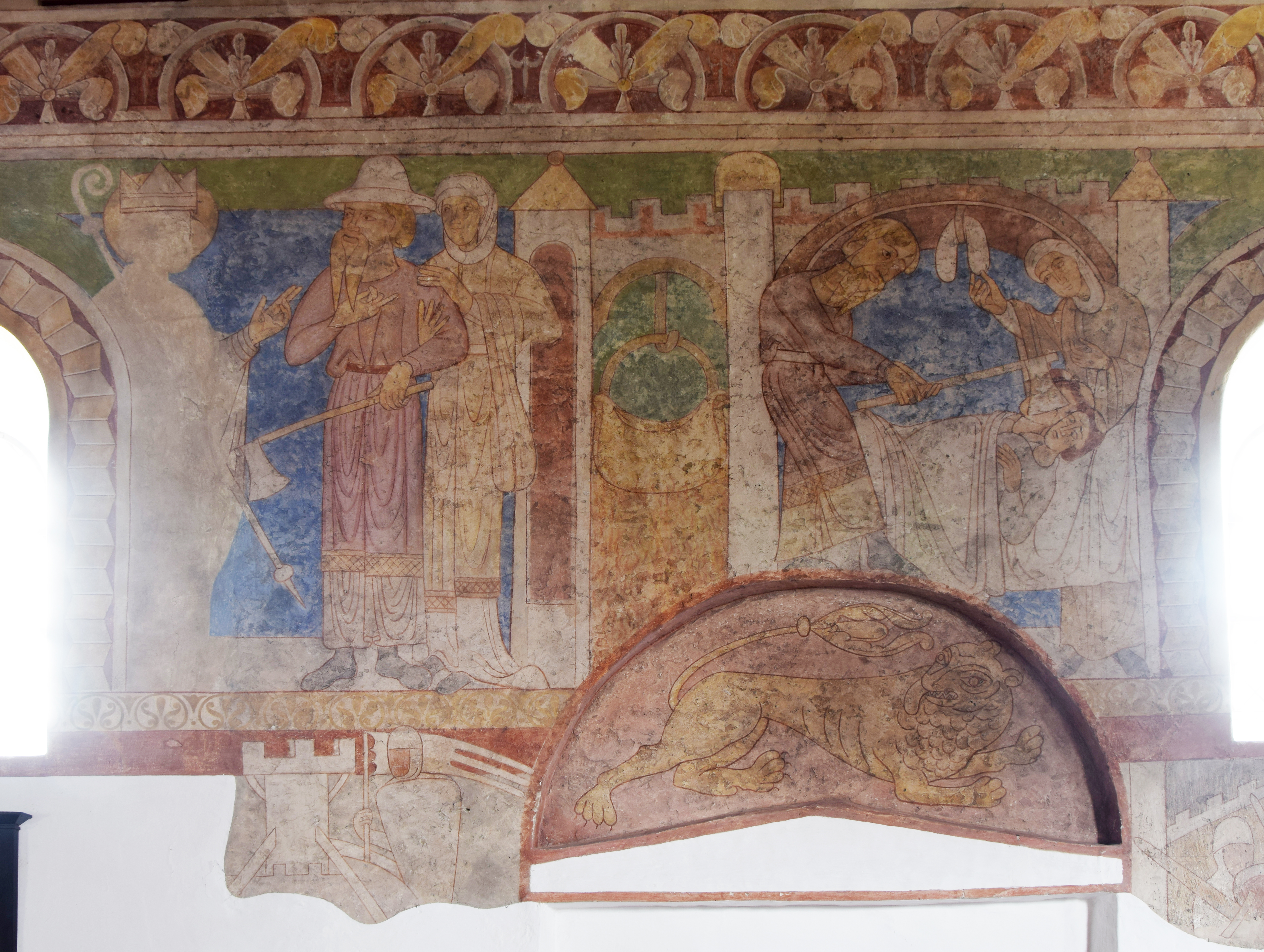
Ermordung der Scholaren
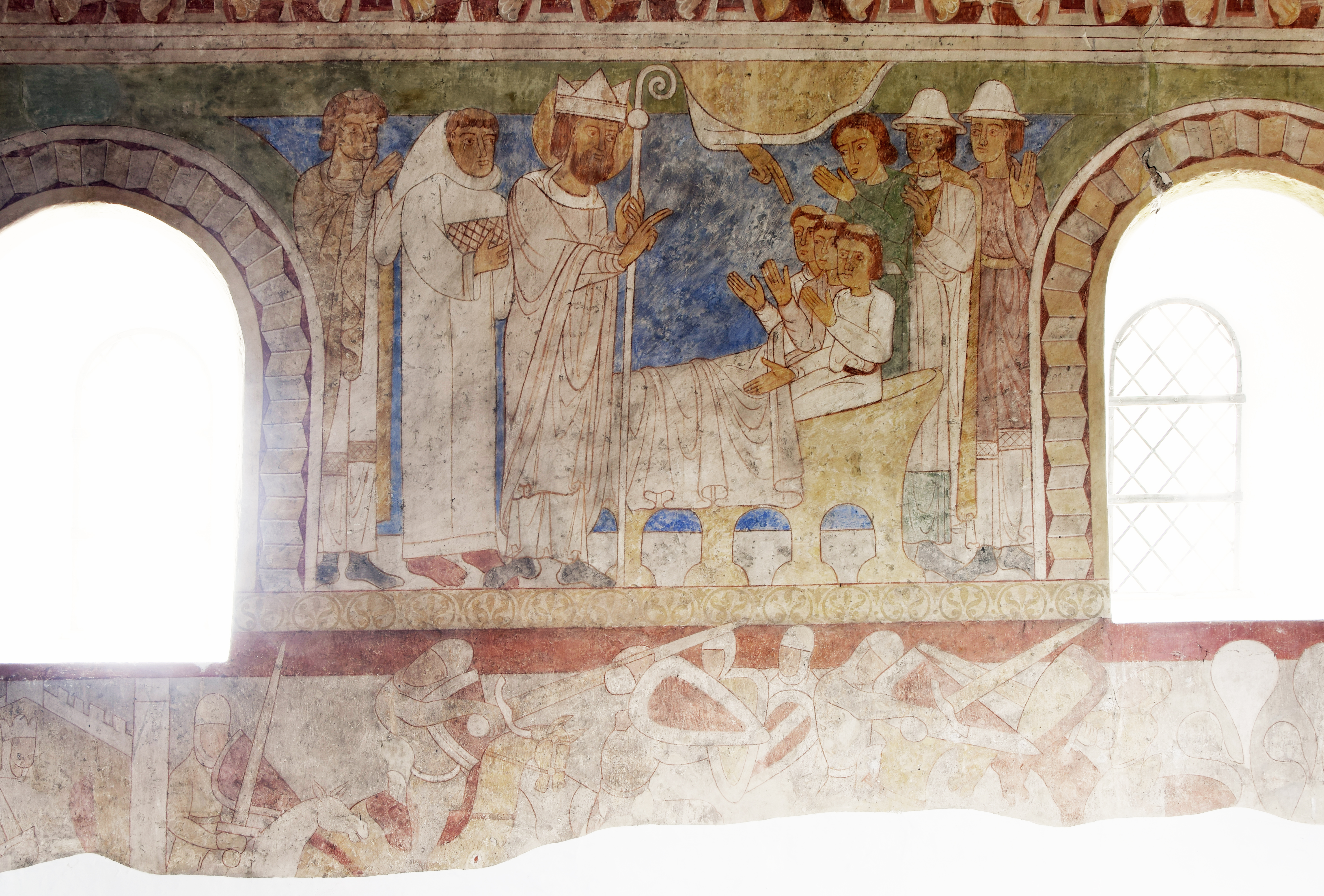
Erweckung der Scholaren
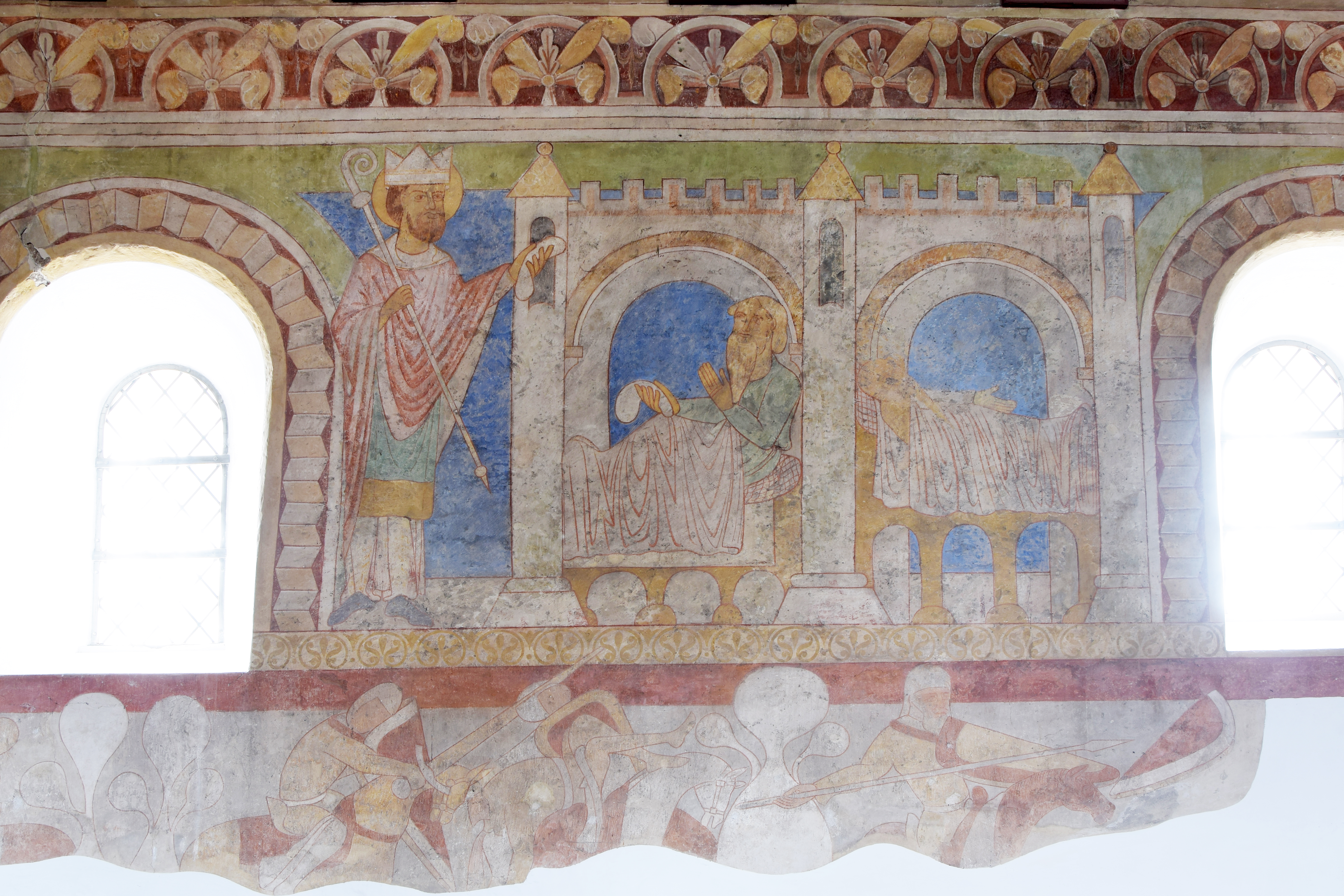
Übergabe der Mitgift
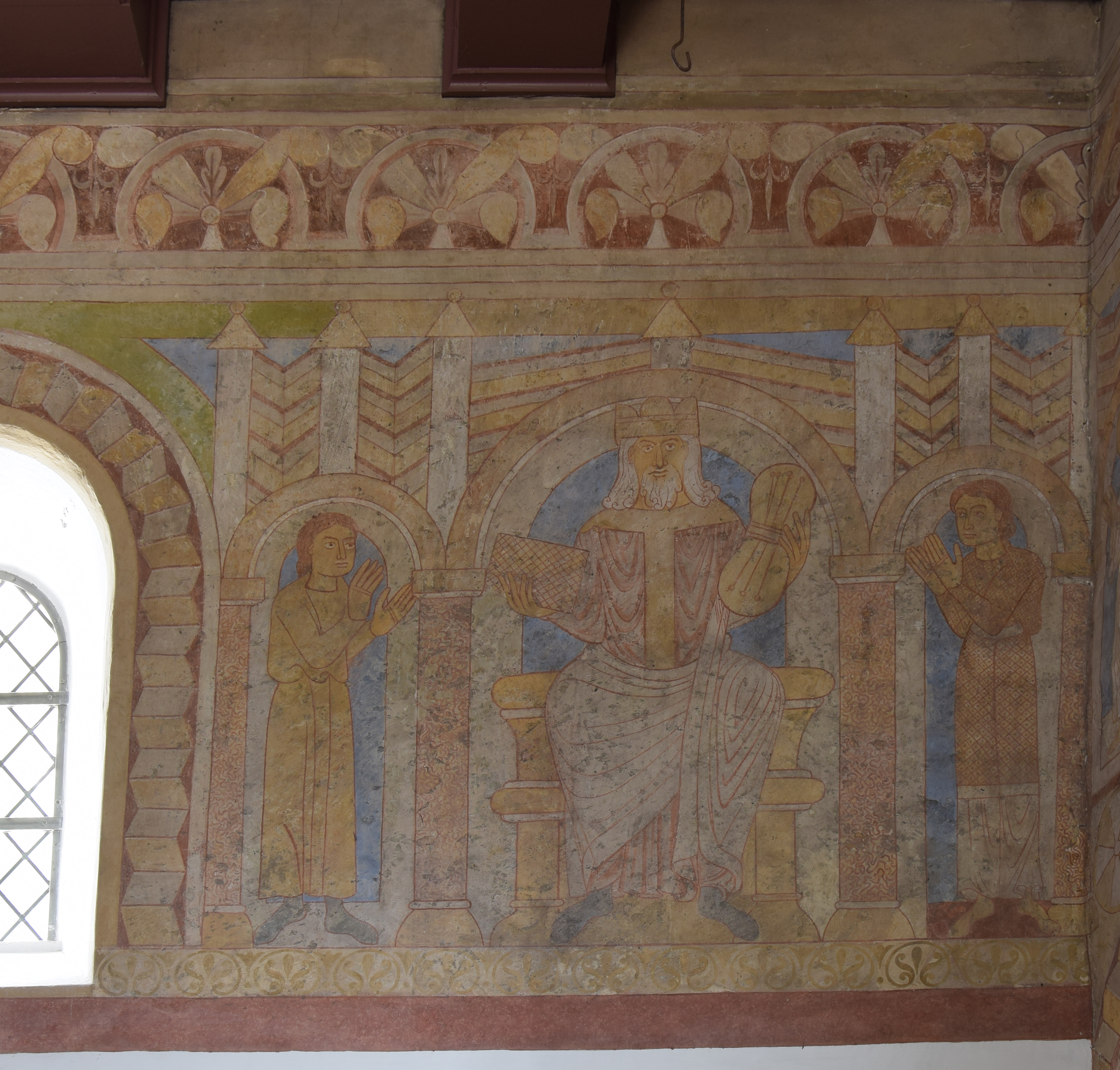
König David mit Psalter und Instrument

##### Südwand
Über der Kanzel sieht man zwei Szenen. Links sind es drei Männer, die in Richtung einer links von ihnen stehenden heiligen Person schauen. Rechts ist es ein Heiliger, der seine Hand über einer am Totenhemd erkennbar wieder belebten Person hält.
Über der Tür zur ehemaligen Männervorhalle ist zu sehen, wie Nikolaus zum Bischof geweiht wird. Der amtierende Bischof salbt ihn und setzt ihm die Bischofsmütze auf den Kopf. Im Tympanonfeld steht, wie auf der Nordseite, ein Löwe.

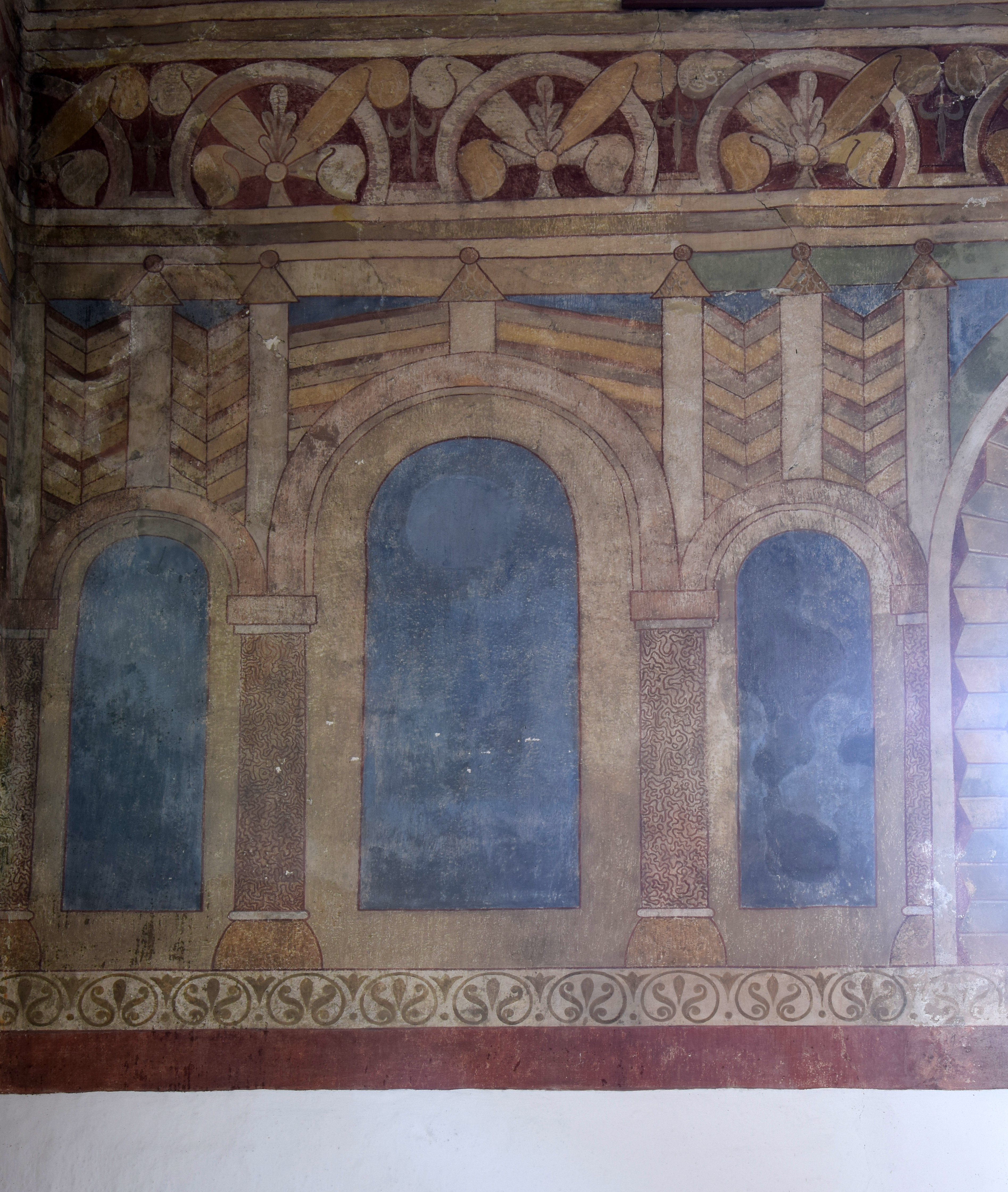
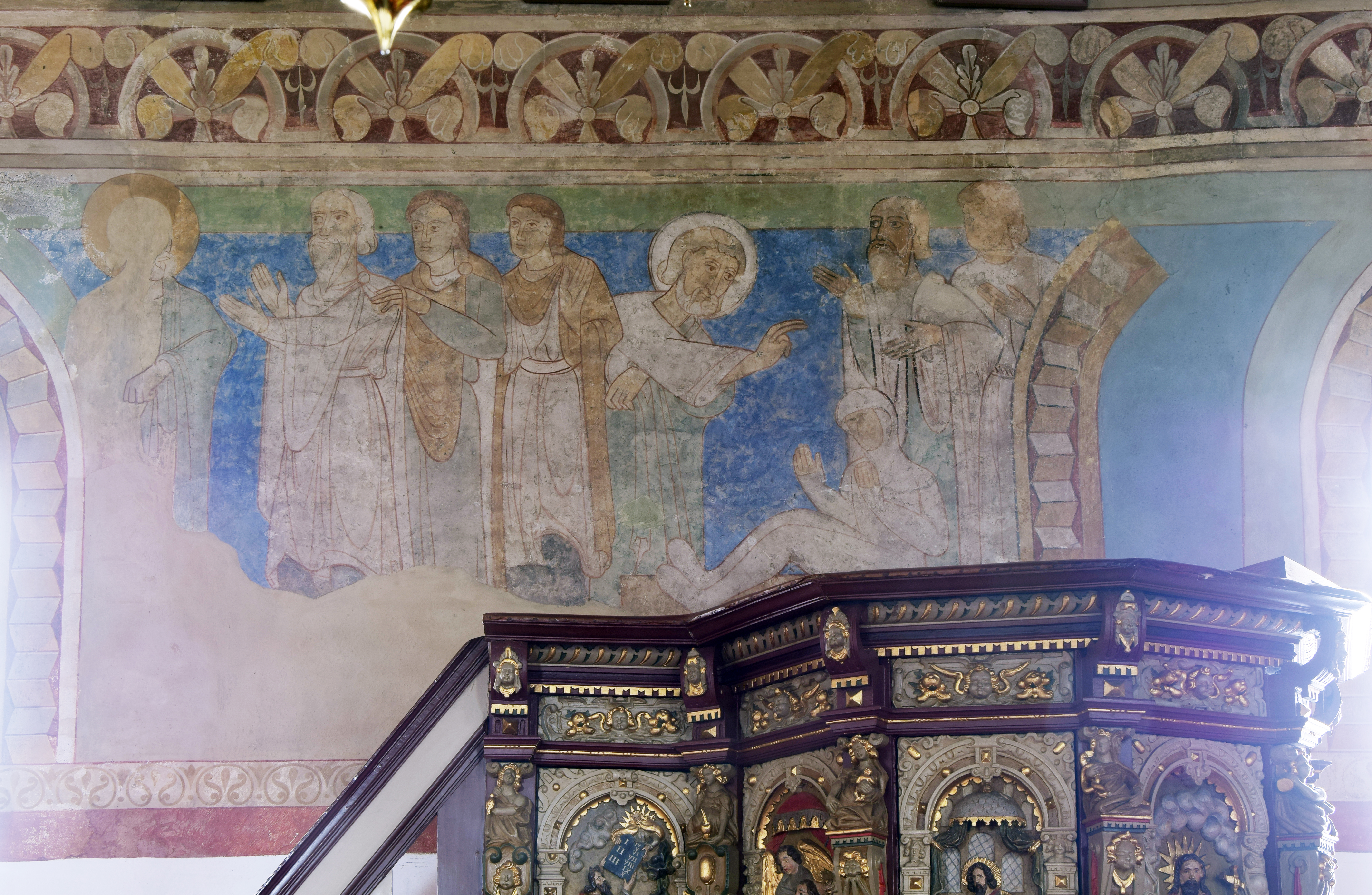
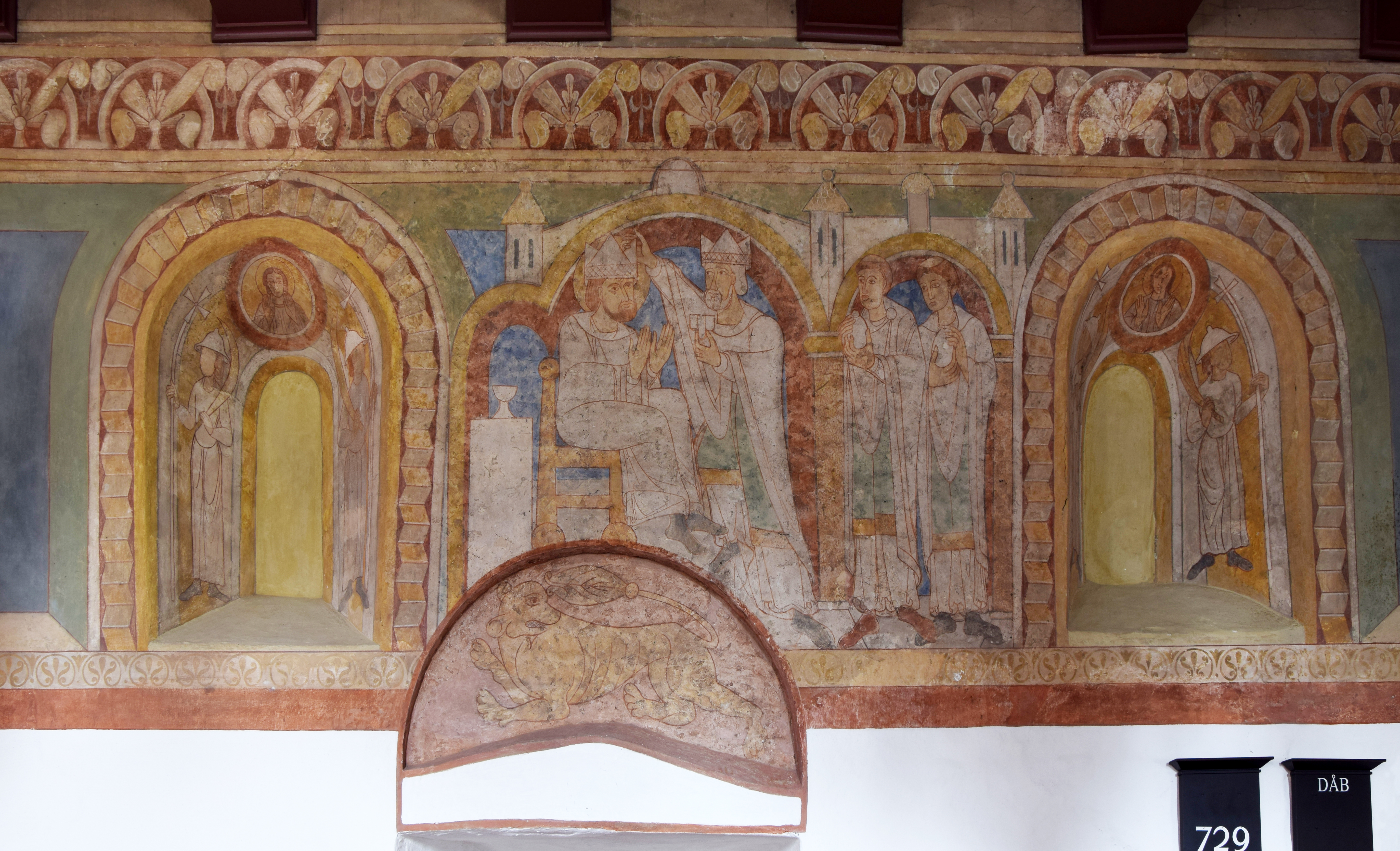
Bischofsweihe des Nikolaus

##### Ostwand mit Durchgang zum Chor
Links oben sind vier Personen dargestellt, die in das Paradies aufgenommen wurden. Darunter soll in der Nische die Jungfrau Maria dargestellt sein, und rechts von ihr der Erzengel Gabriel. Rechts bitten vier nackte Personen im Fegefeuer um Aufnahme ins Paradies. Ein dazu passendes Bild in der darunter befindlichen Nische ist nicht erhalten. An der Stelle des heutigen Durchgangs zum Chor hing ursprünglich ein Triumphkreuz.

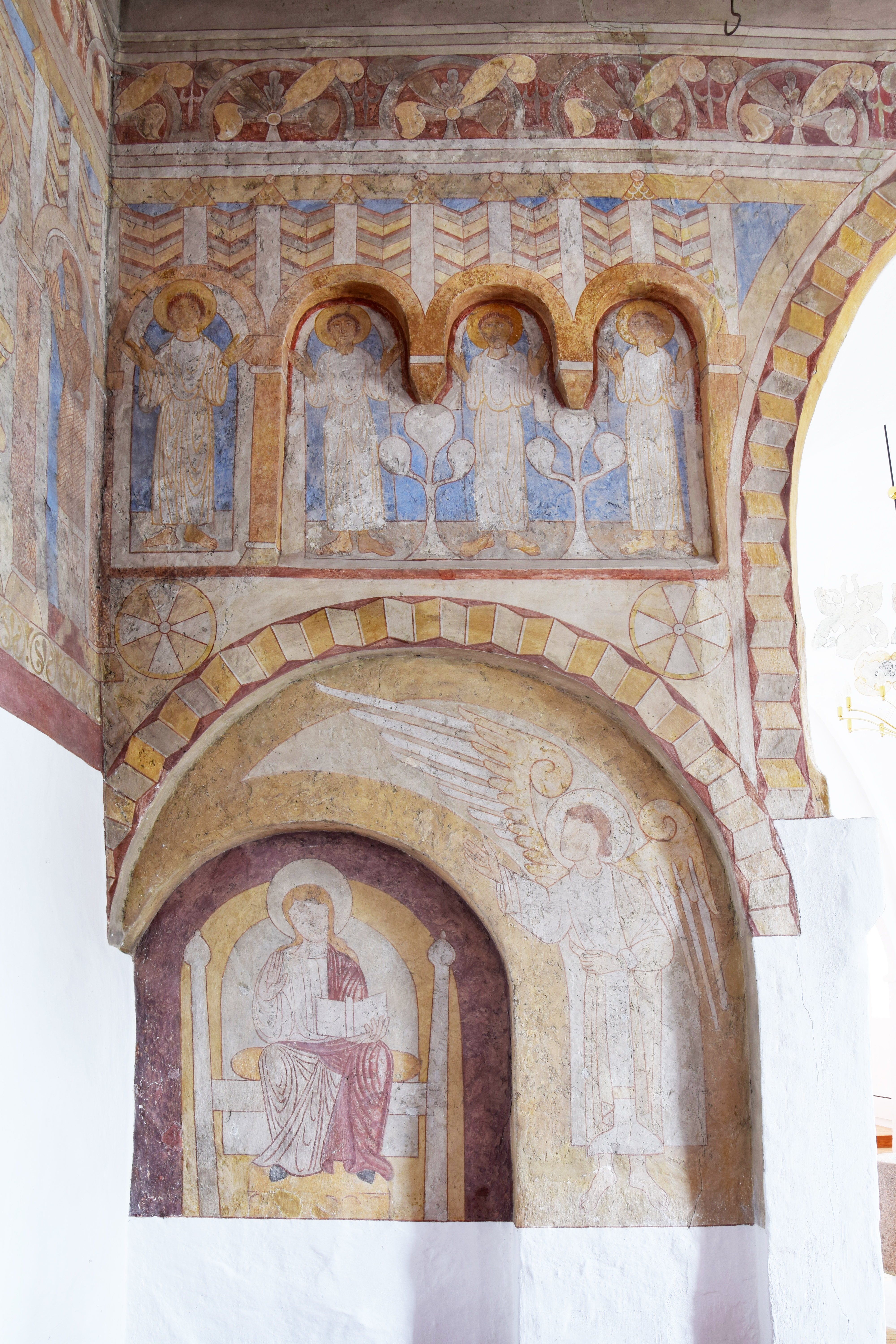
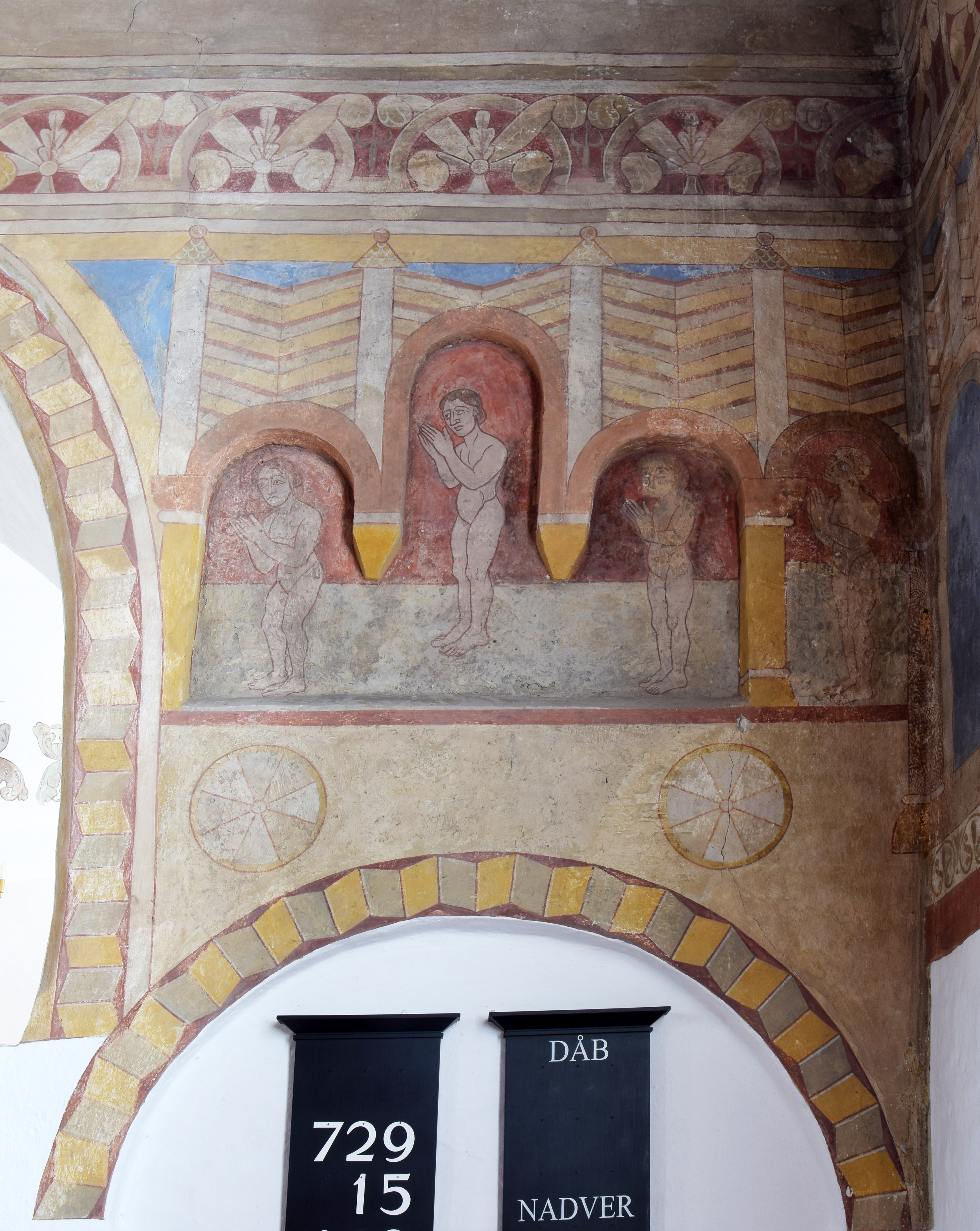

#### Herrschaftsplätze
Ganz östlich im Kirchenschiff stehen auf beiden Seiten Bänke. Ihre Wangen tragen die geschnitzten Initialen und Wappen von E(Elsebe) S(Skave) 1580 und F(Vicent) I(Juel) 1580. Diese Plätze waren über Jahrhunderte den Besitzern des Herrensitzes Hesselmed vorbehalten.

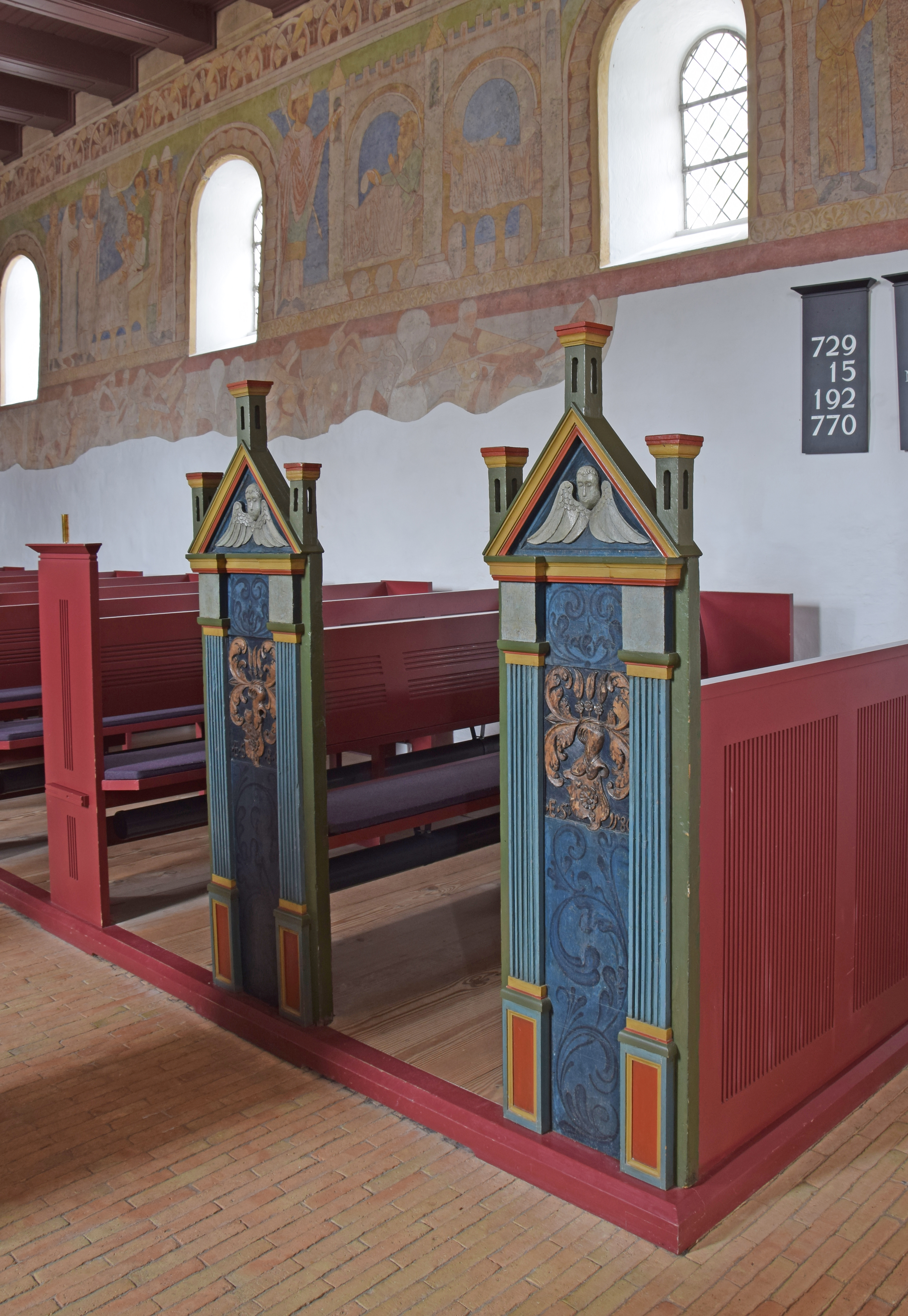
Herrschaftsplätze
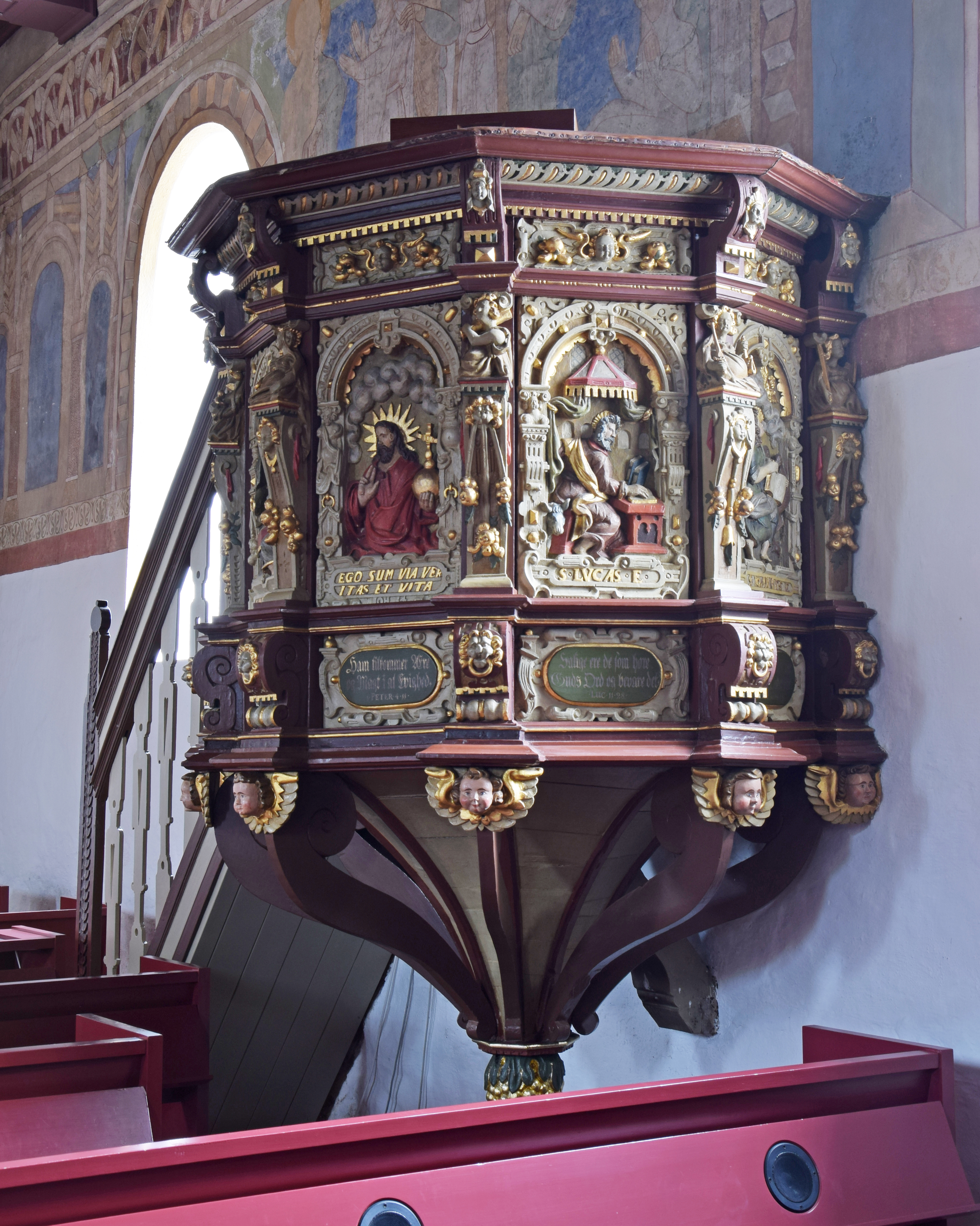
Kanzel

#### Kanzel
Die Kanzel wurde von Jens Olufsen aus Varde gefertigt und 1637 in der Kirche aufgestellt. Auf den Feldern sind Moses mit den beiden Gesetzestafeln, die vier Evangelisten sowie der segnende, einen Kreuzapfel tragenden Jesus dargestellt. Ursprünglich hatte die Kanzel einen Schalldeckel. Von ihm ist nur ein kleiner Teil mit der Inschrift »H(er) / Peder Cl/avsøn / Sogne / prest / 1637« erhalten, der an einer Bank im Chor angebracht ist.

#### Orgel

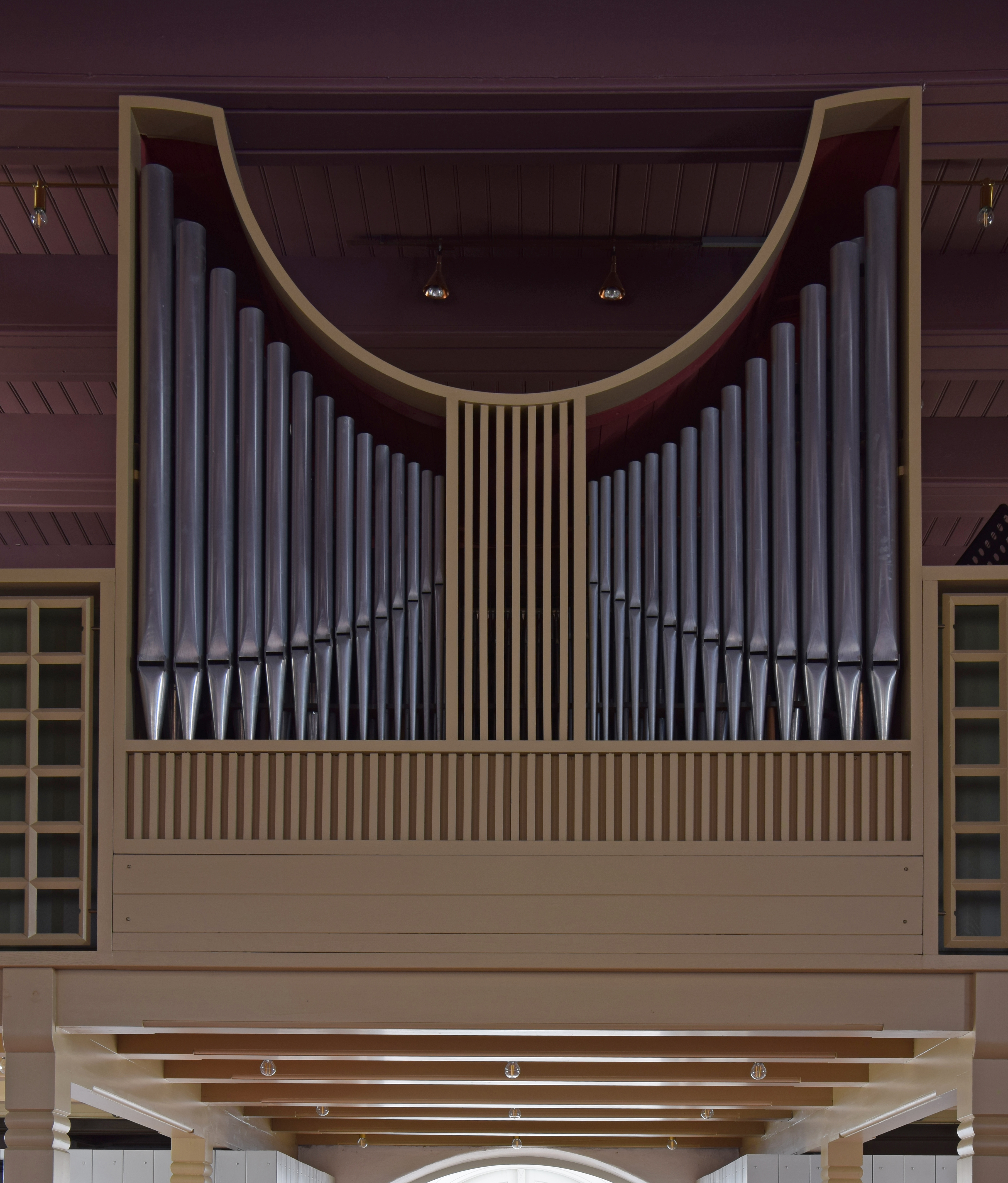
Orgelprospekt (Rückpositiv)

Die im Westen der Kirche errichtete Orgelkanzel stammt aus der Zeit um 1918. Zu dieser Zeit stand dort eine 1905 gebraucht gekaufte und von I. Starup & Søn zusammengestellte Orgel. 1961 baute Frobenius Orgelbau die aktuelle Orgel für die Kirche. Sie hat 13 Register auf zwei Manualen und Pedal. Die als Opus 527 errichtete Orgel verfügt über Schleifladen mit mechanischer Traktur. Vor dem Einbau wurde auch die Orgelkanzel umgebaut und erneuert. Im Jahr 2000 wurde die Orgel durch die Erbauerwerkstatt überholt. Die Disposition lautet:
| I Rygpositif C– |             |       |
| 1.              | Gedakt      | 8′    |
| 2.              | Principal   | 4′    |
| 3.              | Nasat       | 2 ⁄3′ |
| 4.              | Spidsfløjte | 2′    |
| 5.              | Mixtur      |       |

| II Brystværk C– |                 |    |
| 6.              | Rørfløjte       | 8′ |
| 7.              | Gedaktfløjte    | 4′ |
| 8.              | Principal       | 2′ |
| 9.              | Octav           | 1′ |
| 10.             | Sesquialtera II |    |

| Pedal C– |             |     |
| 11.      | Subbas      | 16′ |
| 12.      | Gedakt      | 8′  |
| 13.      | Spidsfløjte | 4′  |

- Koppeln: I/II, I/P, II/P
- Traktur: Schleifladen, vollmechanisch